# Liste der Biografien/Step
Liste der Biografien |
Portal Biografien |
Personensuche
# |
A |
B |
C |
D |
E |
F |
G |
H |
I |
J |
K |
L |
M |
N |
O |
P |
Q |
R |
S |
T |
U |
V |
W |
X |
Y |
Z |
?
 
Sa |
Sb |
Sc |
Sd |
Se |
Sf |
Sg |
Sh |
Si |
Sj |
Sk |
Sl |
Sm |
Sn |
So |
Sp |
Sq |
Sr |
Ss |
St |
Su |
Sv |
Sw |
Sy |
Sz
 
Sta |
Ste |
Sth |
Sti |
Stj |
Stl |
Sto |
Str |
Sts |
Stt |
Stu |
Stv |
Stw |
Sty
 
Stea |
Steb |
Stec |
Sted |
Stee |
Stef |
Steg |
Steh |
Stei |
Stej |
Stek |
Stel |
Stem |
Sten |
Steo |
Step |
Ster |
Stes |
Stet |
Steu |
Stev |
Stew |
Stey |
Stez
Die Liste der Biografien führt alle Personen auf, die in der deutschsprachigen Wikipedia einen Artikel haben. Dieses ist eine Teilliste mit 582 Einträgen von Personen, deren Namen mit den Buchstaben „Step“ beginnt.

## Step

### Stepa
- Stepa, Jan (1892–1959), polnischer Geistlicher, Bischof von Tarnów
- Štěpán z Pálče († 1424), böhmischer Theologe und Rektor an der Karls-Universität in Prag, sowie Vertreter der Hussiten
- Stepan, Derek (* 1990), US-amerikanischer Eishockeyspieler
- Stepan, Karl Maria (1894–1972), österreichischer Politiker
- Štěpán, Miroslav (1945–2014), tschechischer Politiker (KSČ)
- Stepan, Nancy (* 1939), Wissenschaftshistorikerin
- Štěpán, Pavel (1925–1998), klassischer Pianist
- Stepančič, Lucija (* 1969), slowenische Restauratorin, Autorin und Literaturkritikerin
- Stepančić, Luka (* 1990), kroatischer Handballspieler
- Stepancik, Kurt (1922–2003), österreichischer Politiker (SPÖ), Mitglied des Bundesrates
- Štěpánčíková, Eva (* 1972), tschechische Volleyballspielerin
- Stepanek, Alex (* 1963), deutscher Tennisspieler
- Stepanek, Brian (* 1971), US-amerikanischer Schauspieler
- Stepanek, Catrin (* 1972), österreichische Flötistin, Musikpädagogin und Musikjournalistin
- Stepanek, Elisabeth (1952–1995), österreichische Schauspielerin
- Stepanek, Emil (1895–1945), österreichischer Bühnenmaler und Filmarchitekt
- Štěpánek, Jakub (* 1986), tschechischer Eishockeytorwart
- Štěpánek, Karel (1899–1981), tschechischer Schauspieler
- Stepanek, Lilly (1912–2004), österreichische Schauspielerin
- Štěpánek, Martin (1947–2010), tschechischer Schauspieler, Regisseur und Politiker
- Štěpánek, Martin (* 1971), tschechischer Eishockeyspieler
- Štěpánek, Martin (* 1982), tschechischer Grasskiläufer
- Stepanek, Mattie (1990–2004), US-amerikanischer Lyriker
- Štěpánek, Miroslav (* 1990), tschechischer Fußballspieler
- Štěpánek, Ondřej (* 1979), tschechischer Kanute
- Štěpánek, Petr (* 1948), tschechischer Schauspieler
- Štěpánek, Petr (* 1965), tschechischer Politiker, Biologe und Hochschullehrer
- Štěpánek, Radek (* 1978), tschechischer TennisspielerRadek Štěpánek (* 1978)

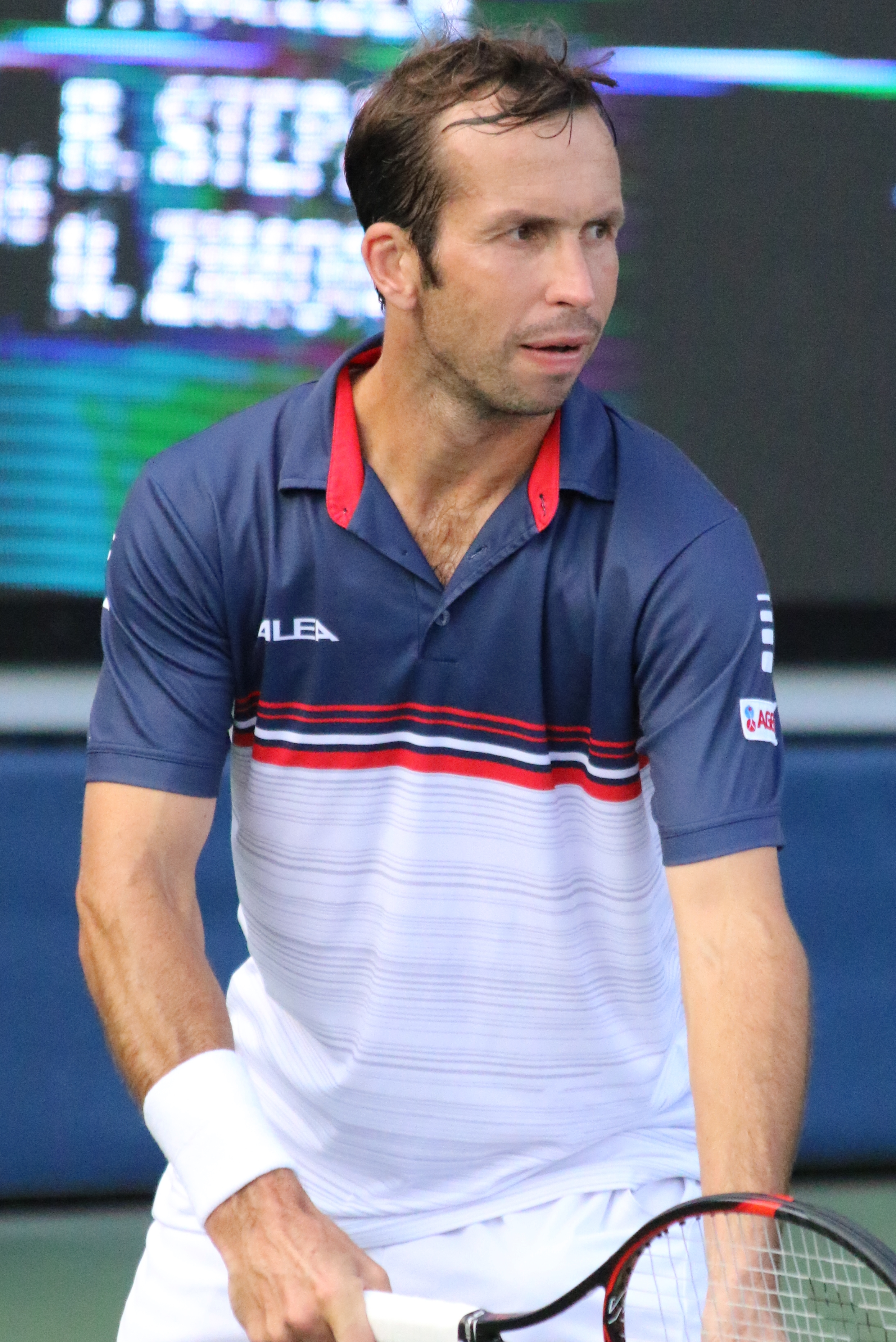
Radek Štěpánek (* 1978)

- Stepanek, Werner (* 1952), deutscher Pädagoge und Bildhauer
- Štěpánek, Zdeněk (1896–1968), tschechischer Künstler
- Stepanenko, Anatoli Grigorjewitsch (* 1949), sowjetischer Radrennfahrer
- Stepanenko, Taras (* 1989), ukrainischer Fußballspieler
- Stepanenko, Wassylyssa (* 1999), ukrainische Journalistin
- Stepania, Wladimer (* 1976), georgischer Basketballspieler
- Stepanik, Lukas (* 1950), österreichischer Regisseur und Produzent
- Stepaniw, Olena (1892–1963), ukrainische Soldatin
- Stepanjan, Haro (1897–1966), armenischer Komponist
- Stepanjan, Wiktor Abramowitsch (* 1988), russischer Schauspieler
- Štěpánková, Jana (1934–2018), tschechoslowakische SchauspielerinJana Štěpánková (1934–2018)

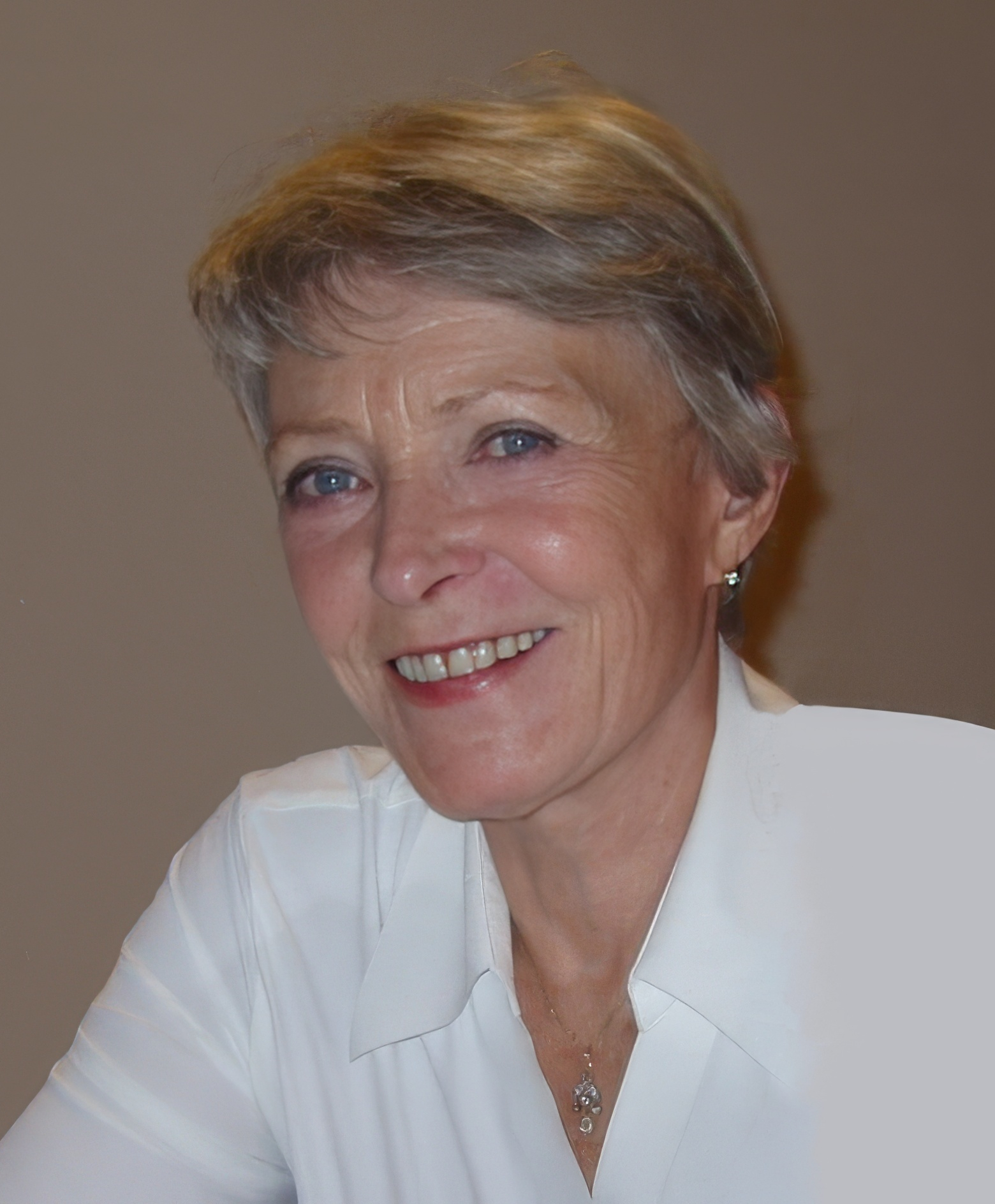
Jana Štěpánková (1934–2018)

- Stepanoff, Jimmy (* 1959), deutscher Maler und Illustrator
- Stepanov, Andrei (* 1979), estnischer Fußballspieler
- Stepanov, Milan (* 1983), serbischer Fußballspieler
- Stepanov, Roy (* 1999), israelischer Tennisspieler
- Štěpánová, Barbora (* 1959), tschechische Schauspielerin
- Štěpánová-Kurzová, Ilona (1899–1975), tschechische Pianistin und Klavierlehrerin
- Stepanović, Dragoslav (* 1948), serbischer Fußballspieler und -trainerDragoslav Stepanović (* 1948)

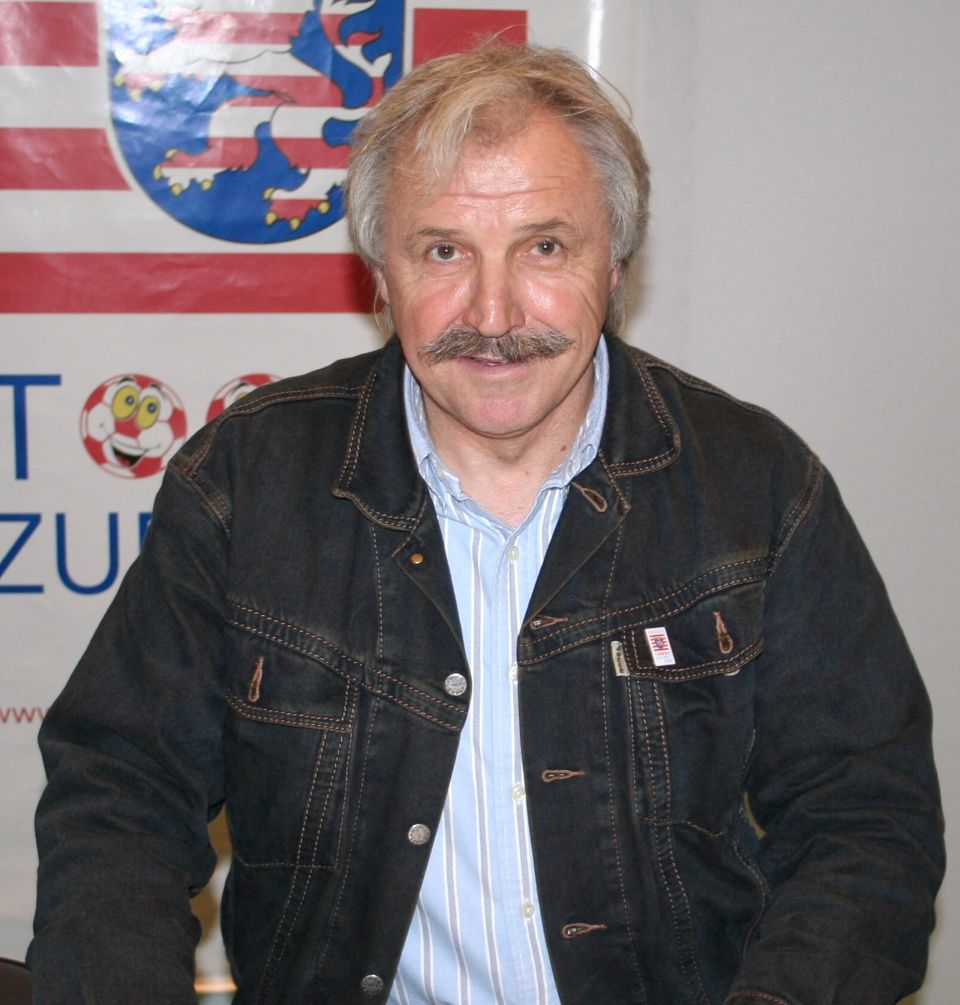
Dragoslav Stepanović (* 1948)

- Stepanović, Stepa (1856–1929), serbischer General und Kriegsminister
- Stepanovs, Igors (* 1976), lettischer Fußballspieler
- Štepanovský, Peter (* 1988), slowakischer Fußballspieler
- Stepanow, Alexander Alexandrowitsch (* 1950), russischer Informatiker
- Stepanow, Alexander Alexandrowitsch (* 1979), russischer Eishockeyspieler
- Stepanow, Alexei Borissowitsch (* 1972), russischer Eishockeyspieler
- Stepanow, Andrei Jurjewitsch (* 1986), belarussisch-russischer Eishockeyspieler
- Stepanow, Artem (* 2007), ukrainischer Fußballspieler
- Stepanow, Boris Andrejewitsch (1930–2007), sowjetischer Boxer
- Stepanow, Boris Iwanowitsch (1913–1987), russischer Physiker und Hochschullehrer
- Stepanow, Danil Andrejewitsch (* 2000), russischer Fußballspieler
- Stepanow, Filipp Petrowitsch (1857–1933), russischer Offizier, Staatsrat, Kammerherr, Amtsanwalt de Moskauer Heiligen Synods
- Stepanow, Georgi Fjodorowitsch (1917–1987), sowjetischer Vizeadmiral
- Stepanow, Georgi Wladimirowitsch (1919–1986), russisch-sowjetischer Romanist
- Stepanow, Juri (* 1969), russischer Badmintonspieler
- Stepanow, Juri Nikolajewitsch (1932–1963), sowjetischer Hochspringer
- Stepanow, Konstantin Wladimirowitsch (* 1983), russischer Poolbillardspieler
- Stepanow, Lew Konstantinowitsch (1916–1967), sowjetischer Schauspieler
- Stepanow, Oleg Sergejewitsch (1939–2010), sowjetischer Judoka
- Stepanow, Onufri (1610–1658), russischer Forschungsreisender
- Stepanow, Pjotr Petrowitsch (* 1959), transnistrischer Politiker
- Stepanow, Sergei Alexandrowitsch (* 1941), russischer Mathematiker
- Stepanow, Stefan Sergejewitsch (* 1992), russischer Eishockeyspieler
- Stepanow, Tichon (1963–2010), russisch-orthodoxer Bischof von Archangelsk und Cholmogory
- Stepanow, Wassili Matwejewitsch (1927–2011), sowjetischer Gewichtheber
- Stepanow, Wjatscheslaw Wassiljewitsch (1889–1950), russischer Mathematiker
- Stepanow, Wladimir Iwanowitsch (1866–1896), russischer Tänzer im „Kaiserlichen Ballett“ in Sankt Petersburg
- Stepanowa, Alexandra Nikolajewna (* 1995), russische EiskunstläuferinAlexandra Nikolajewna Stepanowa (* 1995)

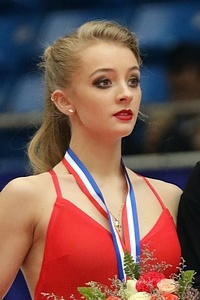
Alexandra Nikolajewna Stepanowa (* 1995)

- Stepanowa, Galina Alexandrowna (* 1955), sowjetische Ruderin
- Stepanowa, Inna Jakowlewna (* 1990), russische Bogenschützin
- Stepanowa, Julija Igorewna (* 1986), russische Mittelstreckenläuferin und WhistleblowerinJulija Igorewna Stepanowa (* 1986)

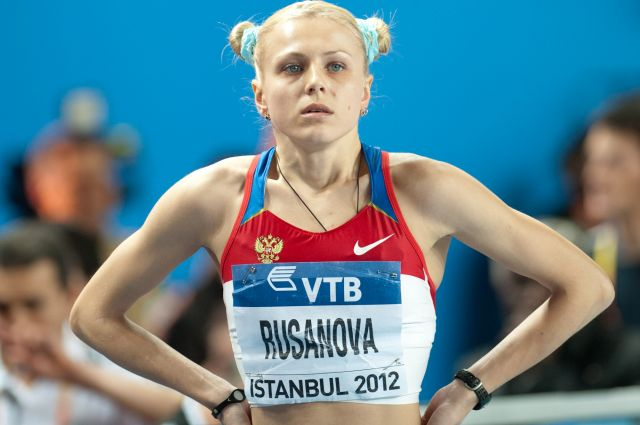
Julija Igorewna Stepanowa (* 1986)

- Stepanowa, Marija Alexandrowna (* 1979), russische Basketballspielerin
- Stepanowa, Marija Michailowna (* 1972), russische Schriftstellerin und Lyrikerin
- Stepanowa, Marina Iwanowna (* 1950), sowjetische Leichtathletin
- Stepanowa, Warwara Fjodorowna (1894–1958), russisch-sowjetische Malerin
- Stepanowa, Wassilissa Andrejewna (* 1993), russische Ruderin
- Stepanowa, Weronika Sergejewna (* 2001), russische Skilangläuferin
- Stepanskaja, Galina Andrejewna (* 1949), sowjetisch-russische Eisschnellläuferin
- Stepansky, Alan, US-amerikanischer Cellist und Musikpädagoge
- Stepantschitz, Gerd (1917–2006), österreichischer Politiker (ÖVP), Landtagsabgeordneter, Mitglied des Bundesrates
- Stepanyan, Edgar (* 1997), armenischer Radrennfahrer
- Stepaschin, Sergei Wadimowitsch (* 1952), russischer Politiker, Ministerpräsident (1999)
- Stepaschkin, Stanislaw Iwanowitsch (1940–2013), sowjetischer Boxer
- Stepaschkina, Nadeschda (* 1998), kasachische Skilangläuferin

### Stepb
- Stepbach, Paul (1896–1979), deutscher Politiker (BDV/FDP), MdBB
- Stepberger, Johann-Ludwig (* 1921), deutscher Fußballspieler
- Stepberger, Josef (* 1928), deutscher Fußballspieler

### Stepc
- Stepčić, Valentino (* 1990), kroatischer Fußballspieler

### Steph

#### Stepha

##### Stephan
- Stephan († 1732), deutscher Kapuzinerlaienbruder und Bildhauer
- Stephan, Erzbischof von Nowgorod
- Stephan († 1154), König von EnglandStephan († 1154)

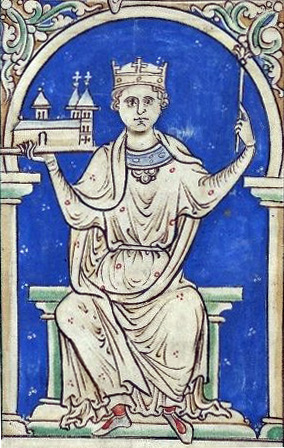
Stephan († 1154)

- Stephan (1332–1354), ungarischer Prinz
- Stephan Bamborschke (* 1955), deutscher Arzt für Neurologische Intensivmedizin, Rehabilitationswesen, Sozialmedizin, und Schmerztherapie
- Stephan G. Stephansson (1853–1927), isländischer Schriftsteller
- Stephan Gabrielopulos, griechischer Herrscher von Thessalien, byzantinischer Gouverneur
- Stephan Harding († 1134), englischer Abt der Zisterzienser, katholischer Heiliger
- Stephan I., Regent von Kleinarmenien
- Stephan I. († 257), Bischof von Rom
- Stephan I., Graf von Meaux und Troyes
- Stephan I. († 1190), Graf von Sancerre
- Stephan I. (969–1038), ungarischer König Stephan I. (997–1038)
- Stephan I. (1065–1102), Graf von Mâcon und Vienne
- Stephan I. (1271–1310), Herzog von Niederbayern (1290–1310)
- Stephan I. von Lebus, Bischof von Lebus
- Stephan II. († 752), Papst
- Stephan II. († 757), Papst (752–757)
- Stephan II., Graf von Meaux und Troyes
- Stephan II. († 1345), Bischof von Lebus (1316–1345) und Vertreter des Bischofs von Breslau (1343)
- Stephan II. († 1102), Graf von Blois und ChartresStephan II. († 1102)

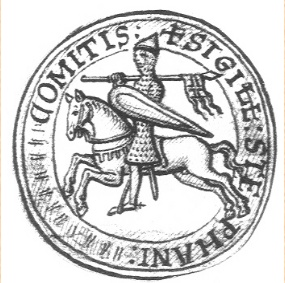
Stephan II. († 1102)

- Stephan II. († 1131), ungarischer König (1116–1131)
- Stephan II. (1319–1375), Herzog von Bayern
- Stephan III. († 772), Papst
- Stephan III. († 1241), Graf von Auxonne und Châlon-sur-Saône
- Stephan III. (1147–1172), ungarischer König Stephan III. (1162–1172)
- Stephan III. († 1413), erster Herzog von Bayern-Ingolstadt
- Stephan IV. († 817), Papst
- Stephan IV. († 1165), ungarischer Gegenkönig Stephan IV. (1163)
- Stephan IX. († 1058), Papst (1057–1058)
- Stephan Posthumus von Ungarn (1236–1271), ungarischer Adliger, Herzog von Slavonien und Patrizier Venedigs
- Stephan V. († 891), Papst (885–891)
- Stephan V. (1239–1272), ungarischer König Stephan V. (1270–1272)
- Stephan VI. († 897), PapstStephan VI. († 897)

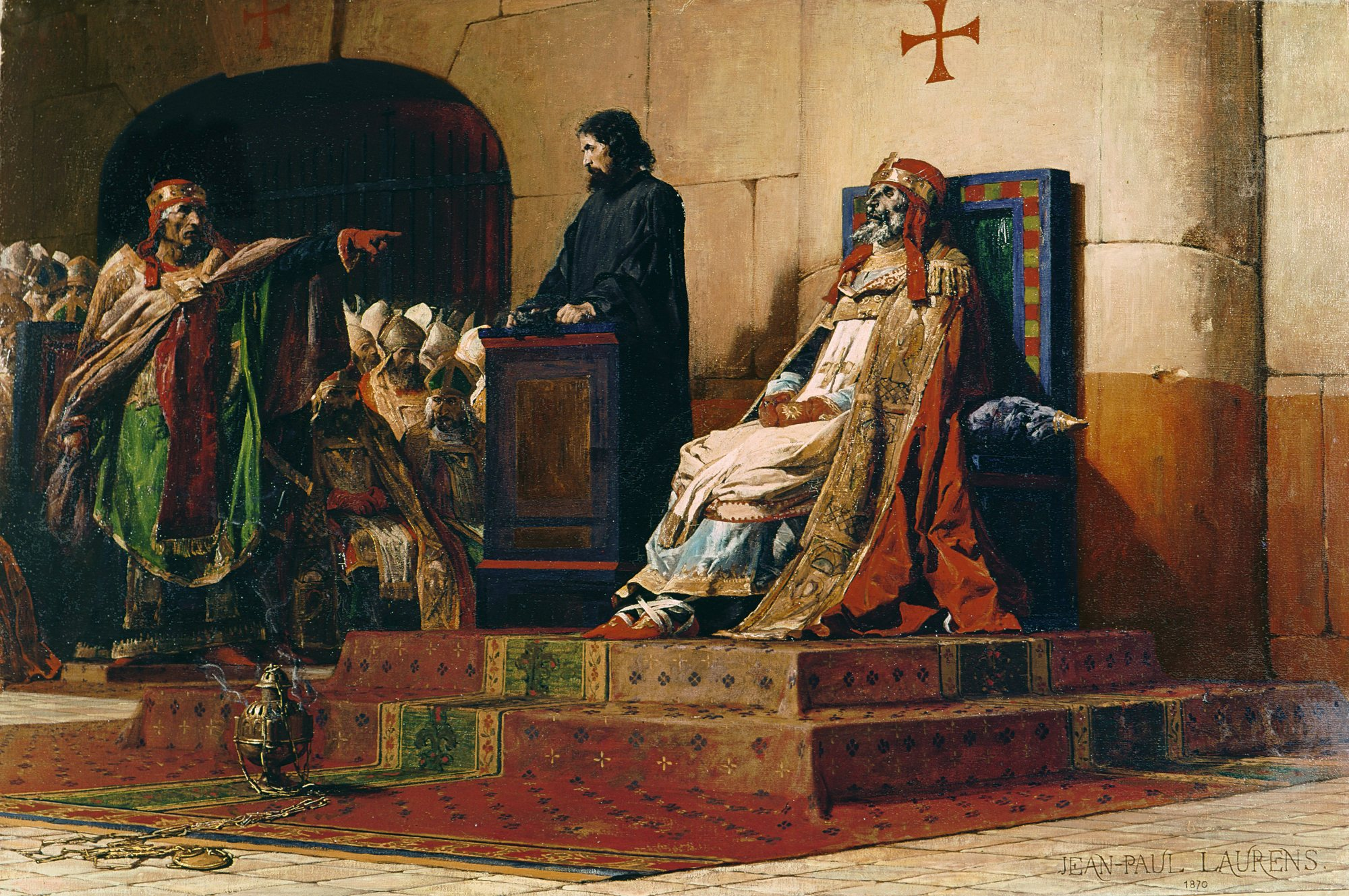
Stephan VI. († 897)

- Stephan VII. († 931), Papst (929–931)
- Stephan VIII. († 942), Papst (939–942)
- Stephan von Aumale, Graf von Aumale, Baron von Holderness
- Stephan von Bar († 1163), Bischof von Metz
- Stephan von Bourbon († 1261), Dominikaner-Inquisitor
- Stephan von Châtillon († 1213), französischer Kartäusermönch, Bischof und Mystiker
- Stephan von Cuneo († 1391), italienischer Franziskaner; römisch-katholischer Heiliger
- Stephan von Dolein († 1421), Prior der Kartause Dolein bei Olmütz
- Stephan von Garlande, französischer Politiker
- Stephan von Joinville, Herr von Joinville, Graf von Joigny
- Stephan von Kolin († 1406), böhmischer Theologe, 1397/98 Rektor der Karlsuniversität, Verfasser zahlreicher theologischer Schriften
- Stephan von Köln, Bischof von Köln
- Stephan von La Ferté († 1130), Abt des Klosters Saint-Jean-en-Vallée und Patriarch von Jerusalem
- Stephan von Le Perche († 1205), Ritter und Kreuzfahrer
- Stephan von Muret († 1124), französischer Mönch
- Stephan von Nepi, Bischof
- Stephan von Österreich (1817–1867), Erzherzog von ÖsterreichStephan von Österreich (1817–1867)

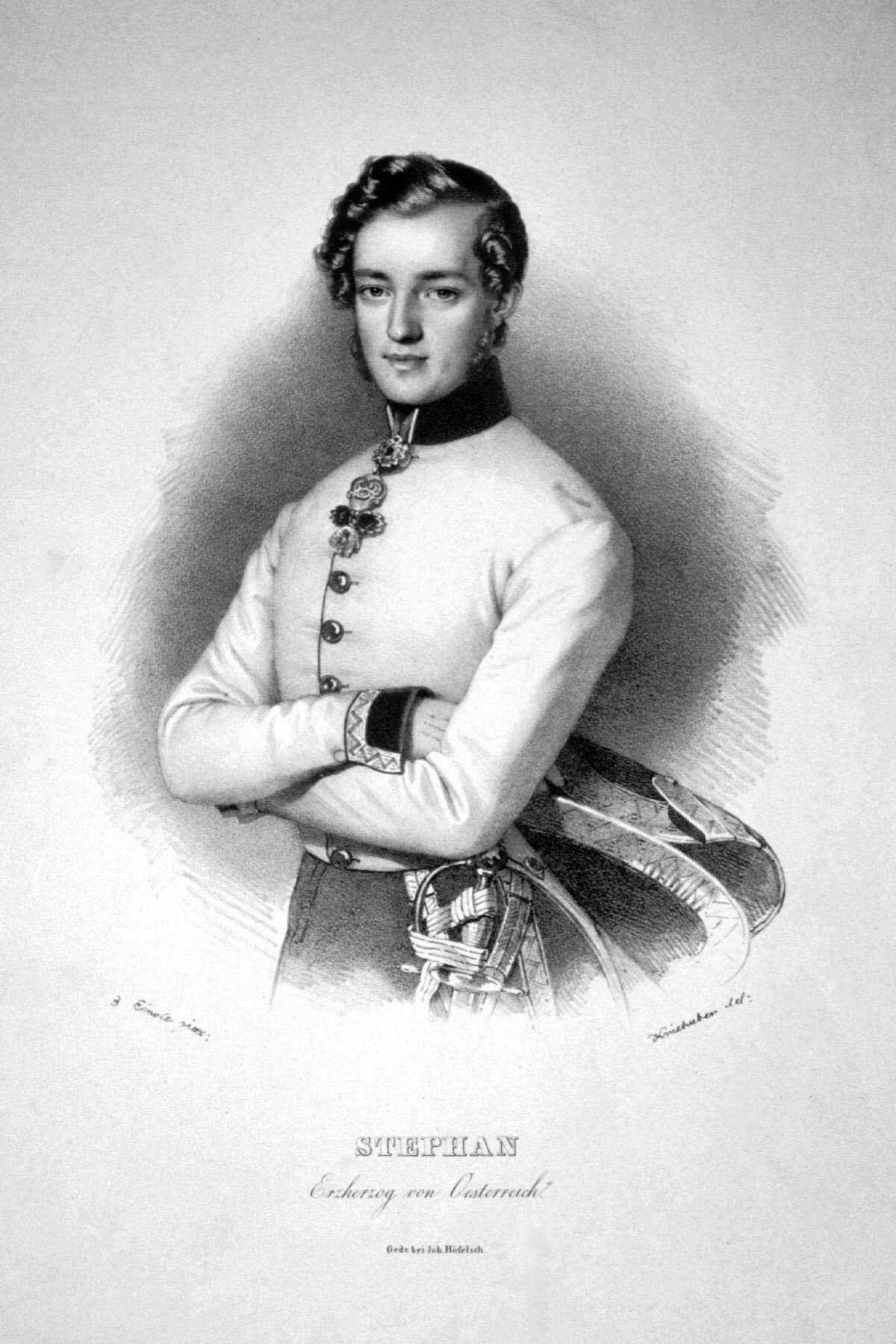
Stephan von Österreich (1817–1867)

- Stephan von Perche († 1169), Kanzler von Sizilien und Elekt von Palermo
- Stephan von Pfalz-Simmern (* 1421), Domherr in Straßburg, Mainz, Köln, Speyer und Lüttich
- Stephan von Pisa, Arzt und Autor
- Stephan von Tongern († 920), Bischof von Lüttich
- Stephan von Tournai (1128–1203), Geistlicher
- Stephan, Achim (* 1955), deutscher Philosoph und Hochschullehrer
- Stephan, Alexander (1945–2011), deutscher Schauspieler
- Stephan, Alexander (1946–2009), deutsch-amerikanischer Germanist
- Stephan, Alexander (* 1986), deutscher Fußballtorhüter
- Stephan, Alfred (1884–1924), deutscher Jurist und Politiker
- Stephan, Angelika (* 1952), deutsche Langstreckenläuferin
- Stephan, Anne Jenny (* 1985), deutsche Ultramarathonläuferin
- Stephan, Anton (1910–1987), österreichischer Politiker
- Stephan, Arnd (* 1965), deutscher Elektroingenieur und Hochschullehrer
- Stephan, Arne (* 1982), deutscher SchauspielerArne Stephan (* 1982)

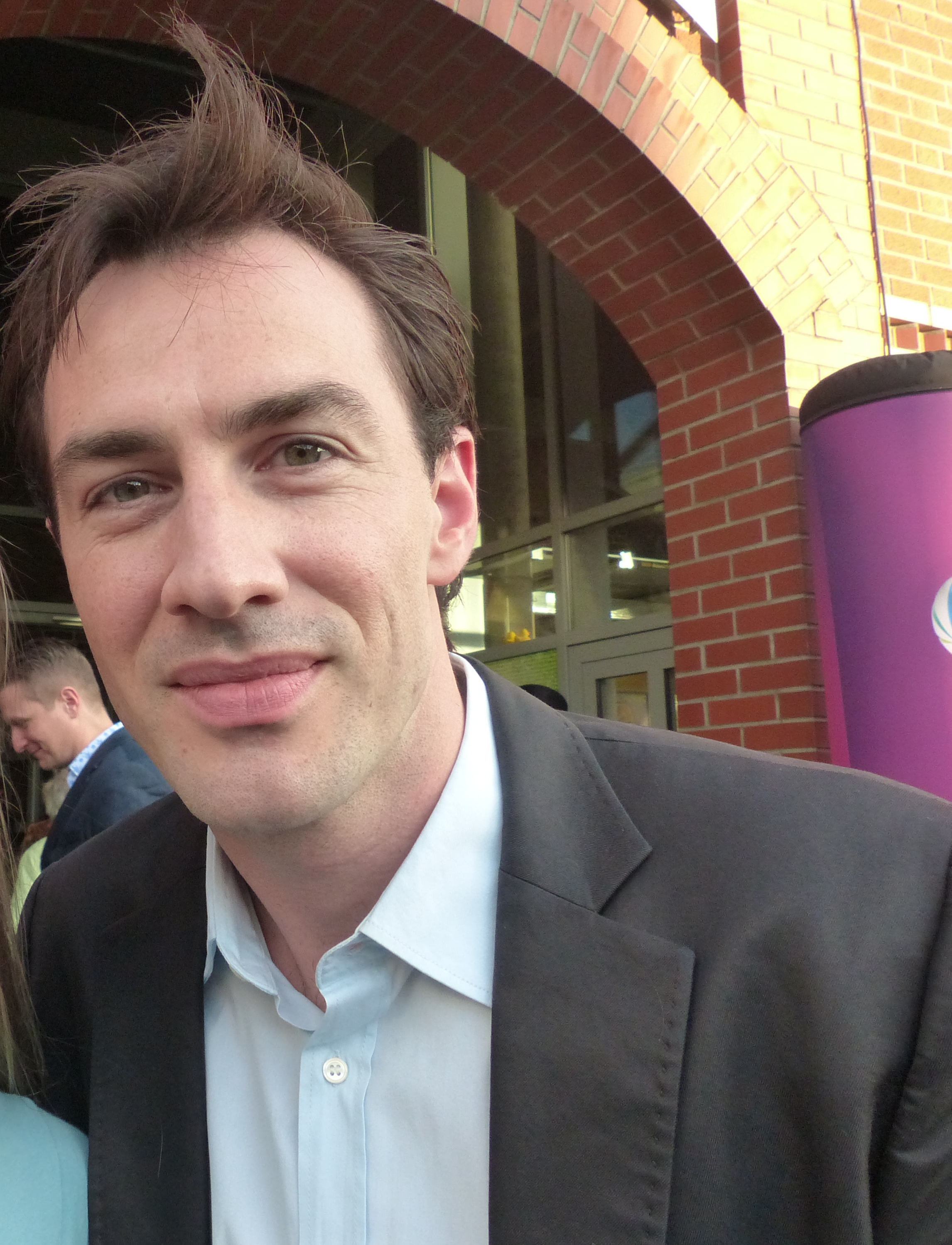
Arne Stephan (* 1982)

- Stephan, Baptist von (1808–1875), bayerischer General der Infanterie
- Stephan, Bernd (* 1943), deutscher Moderator, Schauspieler und Synchronsprecher
- Stephan, Bernd (* 1947), evangelischer Theologe, Pfarrer und Kirchengeschichtsdozent
- Stephan, Bernhard (* 1943), deutscher Regisseur und Drehbuchautor
- Stephan, Bernhard Karl (1855–1914), deutscher Jurist und Politiker (Zentrum), MdR
- Stephan, Birgit (* 1964), deutsche Marathonläuferin
- Stephan, Björn (* 1987), deutscher Journalist und Autor
- Stephan, Bruno (1907–1981), deutscher Kameramann
- Stephan, Burkhard (* 1932), deutscher Ornithologe
- Stephan, Carl (1837–1927), deutscher Chronist
- Stephan, Carl (1863–1944), deutscher Politiker (SPD), MdL
- Stephan, Carl-Heinz (1904–1989), deutscher Bergbaumanager
- Stephan, Carmen (* 1974), deutsche Schriftstellerin und Journalistin
- Stephan, Christian (* 1980), österreichischer Fernsehmoderator
- Stephan, Christoph (* 1986), deutscher Biathlet
- Stephan, Cora (* 1951), deutsche Publizistin und SchriftstellerinCora Stephan (* 1951)

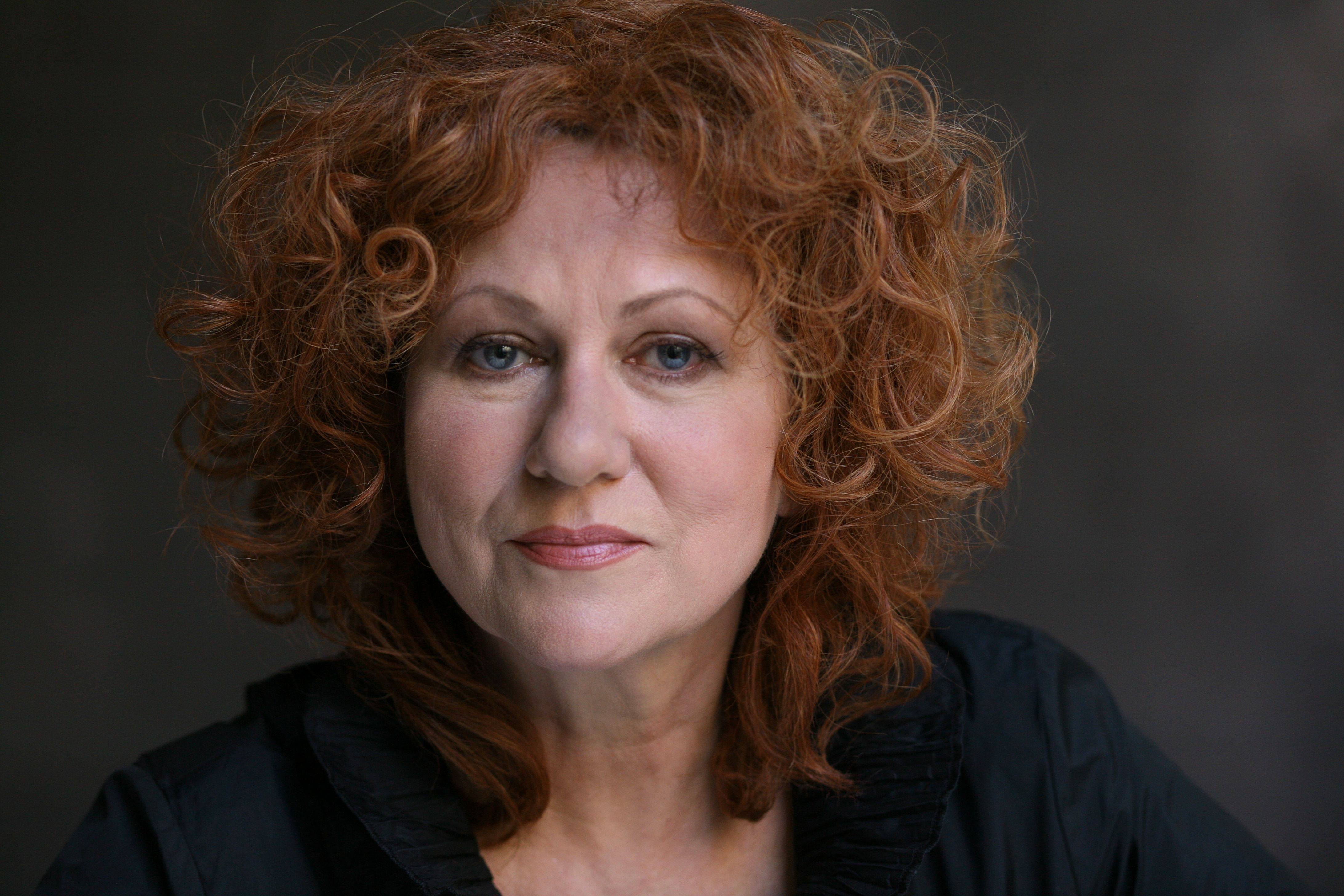
Cora Stephan (* 1951)

- Stephan, Daniel (* 1973), deutscher Handballspieler und -funktionär
- Stephan, Daniel Heinrich (1803–1862), Bürgermeister und Mitglied der kurhessischen Ständeversammlung
- Stephan, Édouard Jean-Marie (1837–1923), französischer Astronom
- Stephan, Edward C. (1907–1990), US-amerikanischer Militär, Konteradmiral der United States Navy
- Stephan, Emil (1872–1908), deutscher Arzt und Forschungsreisender
- Stephan, Enno (1927–2018), deutscher Journalist und Buchautor
- Stephan, Ernst P. (* 1947), deutscher Mathematiker und Hochschullehrer
- Stephan, Felix (* 1983), deutscher Kulturjournalist und Schriftsteller
- Stephan, Friedrich (1822–1904), deutscher Landwirt, preußischer Verwaltungsbeamter, Bankier und Politiker (DFP), MdR
- Stephan, Friedrich (1892–1945), deutscher Offizier, zuletzt Generalleutnant
- Stephan, Friedrich (1915–1997), deutscher Politiker (SPD), MdL
- Stephan, Gary (* 1942), US-amerikanischer Maler
- Stephan, George (1862–1944), US-amerikanischer Politiker
- Stephan, Gert-Rainer (* 1953), deutscher Fußballspieler
- Stephan, Grit (* 1964), deutsche Schauspielerin
- Stephan, Günter (1912–1995), deutscher Fußballspieler
- Stephan, Günter (1922–2012), deutscher Gewerkschafter
- Stéphan, Guy (* 1956), französischer Fußballspieler und -trainer
- Stephan, Hanna (1902–1980), deutsche Schriftstellerin
- Stephan, Hans (1902–1973), deutscher Architekt
- Stephan, Hans (1902–1953), deutscher Polizist, Leiter des Judenreferats der Hamburger Gestapo
- Stephan, Hans (* 1925), deutscher Fußballspieler
- Stephan, Hans-Georg (* 1950), deutscher Mittelalterarchäologe
- Stephan, Hans-Ulrich (1931–2009), deutscher evangelischer Theologe
- Stephan, Harald (* 1939), deutscher Bildhauer
- Stephan, Heinrich (1898–1990), deutscher Politiker (SPD), MdL, MdB
- Stephan, Heinrich von (1831–1897), Generalpostdirektor des Deutschen Reichs
- Stephan, Heinz (1896–1978), deutscher Schriftsteller und Feuilletonredakteur
- Stephan, Horst (1873–1954), protestantischer Theologe
- Stephan, Horst (* 1938), deutscher Didaktiker
- Stephan, Ilse (1931–1984), deutscher SED-Funktionärin, Leiterin der Allgemeinen Arbeitsgruppe des ZK
- Stephan, Inge (* 1944), deutsche Literaturwissenschaftlerin
- Stephan, Jacob (1820–1905), Landtagsabgeordneter Großherzogtum Hessen
- Stephan, Jan (* 1981), deutscher Basketballspieler
- Stephan, Jonas (* 1992), deutscher Fußballtrainer
- Stephan, Joscho (* 1979), deutscher Jazzgitarrist und BandleaderJoscho Stephan (* 1979)

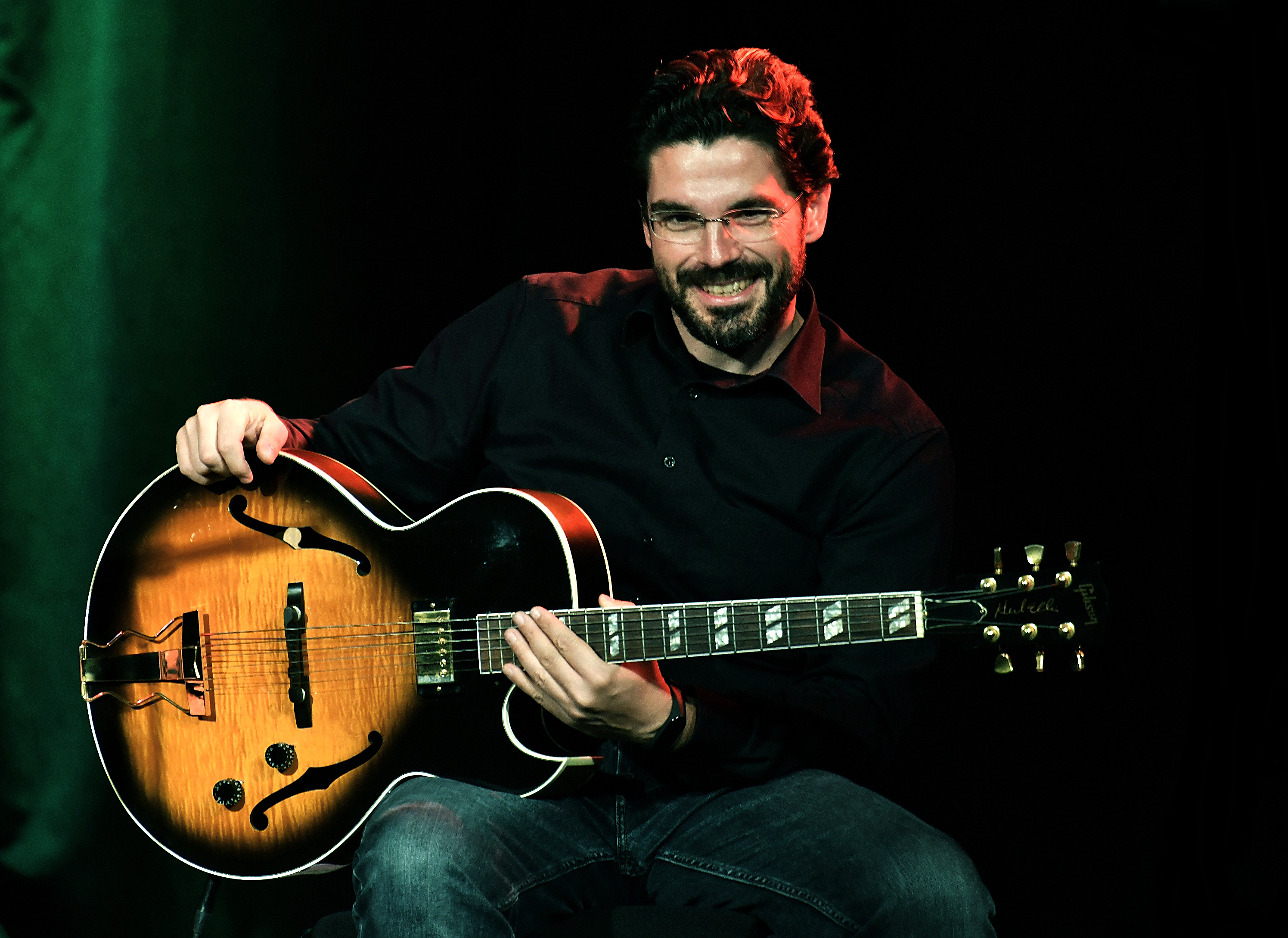
Joscho Stephan (* 1979)

- Stephan, Joseph († 1786), deutscher Maler
- Stephan, Julia (* 1943), deutsche Bildhauerin, Malerin, Plastikerin
- Stephan, Jürgen (* 1952), deutscher Leichtathletiktrainer
- Stephan, Karin (* 1968), deutsche Ruderin
- Stephan, Karl (1700–1770), Propst der Abtei Reichersberg
- Stephan, Karl (1853–1927), Landtagsabgeordneter Großherzogtum Hessen
- Stephan, Karl (1923–1980), deutscher Zeichner
- Stephan, Karl (* 1930), deutscher Hochschullehrer, Professor für Thermodynamik und thermische Verfahrenstechnik und Herausgeber verschiedener wissenschaftlicher Werke
- Stephan, Kevin (* 1990), deutscher Fußballspieler
- Stephan, Klaus (1927–2002), deutscher Fernsehjournalist, Moderator, Autor
- Stephan, Klaus-Michael (* 1941), deutscher Bildhauer
- Stephan, Leopold (1826–1890), böhmischer Landschaftsmaler
- Stephan, Lucy (* 1991), australische Ruderin
- Stephan, Ludwig (1847–1921), Mediziner, Sanitätsrat und Inhaber verschiedener Patente
- Stephan, Magdalena († 1628), wegen Hexerei in Flörsheim hingerichtete Person
- Stephan, Makeleta (* 1978), tongaische Skilangläuferin
- Stephan, Manfred (* 1957), deutscher Politiker (SPD), MdL
- Stephan, Marie (* 1996), französische Squashspielerin
- Stephan, Martin (1777–1846), deutsch-amerikanischer Geistlicher
- Stephan, Martin (* 1945), deutscher Schriftsteller
- Stephan, Martin (* 1952), deutscher Organist
- Stephan, Maximilian (* 1983), deutscher Filmkomponist, Musiker und Grafikdesigner
- Stephan, Michael (* 1954), deutscher Archivar, Historiker, Direktor des Stadtarchivs München
- Stephan, Michael (* 1970), deutscher Ökonom und Hochschullehrer
- Stephan, Moritz (* 1989), deutscher Schauspieler
- Stephan, Oskar Erich (1919–1989), deutscher Maler und Grafiker
- Stephan, Patricia, deutsche Bauchtänzerin, Tanzpädagogin und Choreographin
- Stephan, Peter (1818–1888), Landtagsabgeordneter Großherzogtum Hessen
- Stephan, Peter (* 1946), deutscher Politiker (CDU)
- Stephan, Peter (* 1951), deutscher Politiker (CDU), MdL
- Stephan, Peter (* 1959), deutscher Fußballspieler
- Stephan, Peter (* 1963), deutscher Maschinenbauingenieur
- Stephan, Peter (* 1963), deutscher Kunsthistoriker
- Stephan, Peter Friedrich (* 1959), deutscher Designer und Autor
- Stephan, Petra (* 1954), deutsche Tischtennisspielerin
- Stephan, Rainer (* 1943), deutscher Hockeyspieler (DDR)
- Stephan, Rainer (* 1948), deutscher Autor, Journalist und Regisseur
- Stephan, Rudi (1887–1915), deutscher Komponist
- Stephan, Rudolf (1925–2019), deutscher Musikwissenschaftler
- Stephan, Ruth (1926–1975), deutsche Schauspielerin und Kabarettistin
- Stephan, Siegfried (1883–1948), deutscher Gynäkologe
- Stephan, Steffi (* 1947), deutscher Rockmusiker und BassgitarristSteffi Stephan (* 1947)

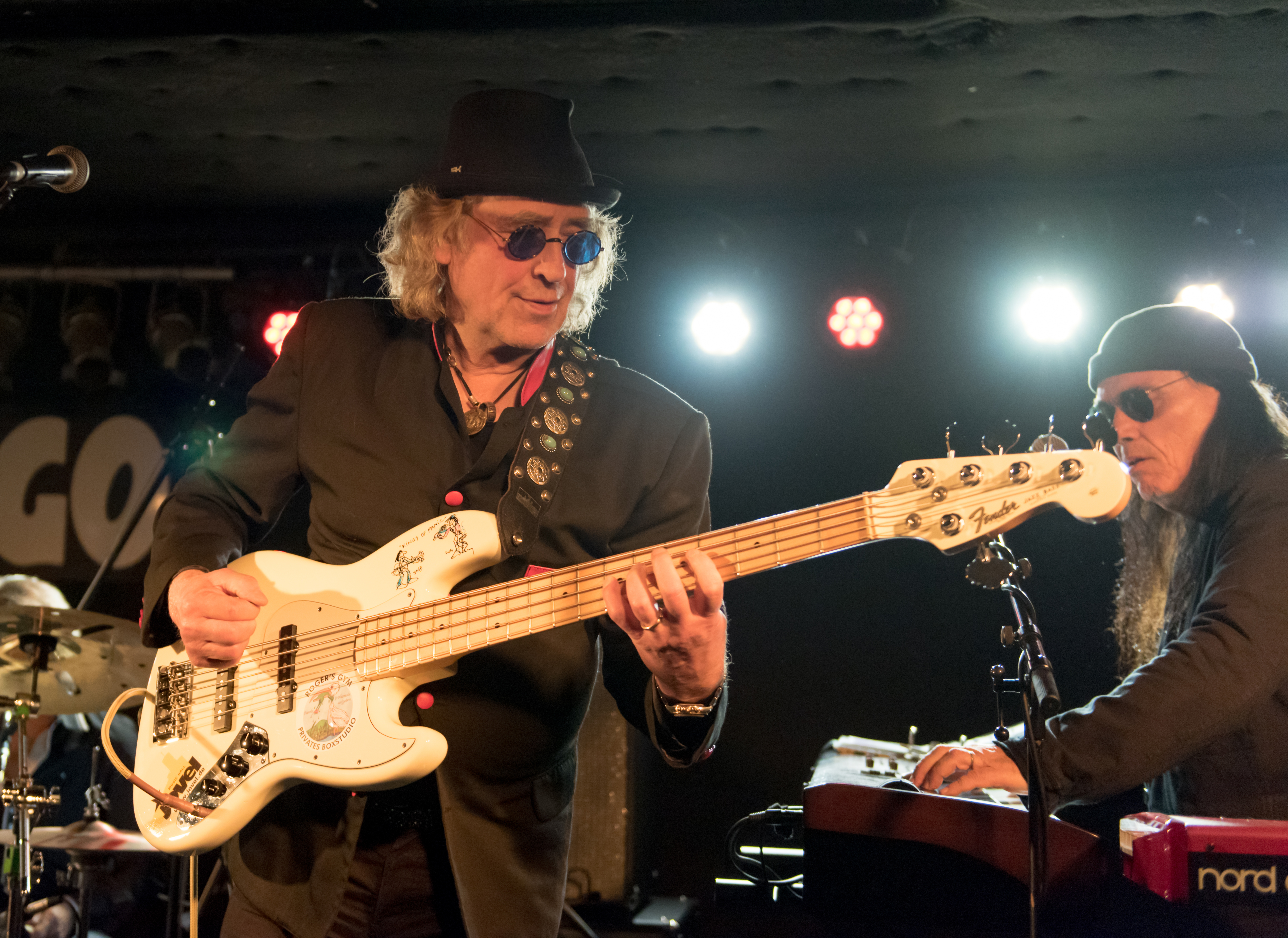
Steffi Stephan (* 1947)

- Stephan, Stephan Josef (1772–1844), preußischer Landrat und Solms-Braunfelsscher Regierungsdirektor
- Stephan, Susanne (* 1963), deutsche Schriftstellerin
- Stephan, Thomas (* 1970), deutscher Politiker (AfD)
- Stephan, Tobias (* 1984), Schweizer Eishockeytorwart
- Stephan, Ulli, deutsche Regisseurin und Drehbuchautorin
- Stephan, Ulrich (1929–2009), deutscher Mediziner
- Stephan, Ulrich (* 1970), deutscher Schachspieler
- Stephan, Volker (* 1938), deutscher Veterinärmediziner und Politiker (SPD), MdV, MdB
- Stephan, Walther (1873–1959), Historiker und Staatsarchivar
- Stephan, Werner (1895–1984), deutscher Politiker
- Stephan, Werner (1917–1957), deutscher Polizeifeuerwerker
- Stephan, Werner (* 1947), deutscher Bibliothekar
- Stephan, Wilfried (* 1955), deutscher Kanute
- Stephan, Wilhelm (1906–1994), deutscher Dirigent, Musikinspizient der Bundeswehr
- Stephan-Brosch, Christine (* 1939), deutsche Fotografin
- Stephan-Kühn, Freya (1943–2001), deutsche Pädagogin und Autorin

###### Stephana
- Stephanas, Christ in Korinth

###### Stephane
- Stéphane, Auguste (1863–1947), französischer Radsportler
- Stephănescu, George (1843–1925), rumänischer Komponist, Dirigent und Musikpädagoge

###### Stephani
- Stephani, Brigitte (* 1942), deutsche Volkskundlerin, Kunstkritikerin, Publizistin und Übersetzerin
- Stephani, Claus (* 1938), deutscher Ethnologe und Buchautor
- Stephani, Daniel von (1623–1707), kurbrandenburgischer Kammergerichtsrat und Lehnssekretär
- Stephani, Eduard (1817–1885), deutscher Politiker (NLP), Vizebürgermeister Leipzig, MdR, MdL
- Stephani, Franz (1796–1860), Jurist, badischer Beamter und Oberkirchenrat
- Stephani, Franz von (1876–1939), deutscher Major, Stahlhelmführer und Politiker (NSDAP), MdRFranz von Stephani (1876–1939)

Franz von Stephani (1876–1939)

- Stephani, Frederick (1903–1962), US-amerikanischer Drehbuchautor, Schriftsteller und Journalist
- Stephani, Hans (1935–2003), deutscher Gravitationsphysiker
- Stephani, Heinrich (1761–1850), Pädagoge und Schulreformer
- Stephani, Hermann (1877–1960), deutscher Musikwissenschaftler und Hochschullehrer an der Philipps-Universität Marburg
- Stephani, Joachim (1544–1623), deutscher Rechtswissenschaftler und Hochschullehrer
- Stephani, Karl (1916–1994), österreichischer Offizier und Politiker
- Stephani, Karl Johann (1876–1930), siebenbürgischer Agrarwissenschaftler, Buchautor und Publizist
- Stephani, Lorenz (1588–1657), deutscher Jurist und Rechtsgelehrter
- Stephani, Louis von (1843–1916), preußischer General der Infanterie
- Stephani, Ludolf (1816–1887), deutscher Klassischer Archäologe
- Stephani, Martin (1915–1983), deutscher Dirigent und Hochschullehrer
- Stephani, Matthias (1570–1646), deutscher Rechtswissenschaftler
- Stephani, Paul (1870–1947), deutscher Mediziner
- Stephani, Petrus (1616–1660), deutscher Jurist und Hochschullehrer
- Stephani, Théodore (1868–1951), Schweizer Mediziner
- Stephani, William († 1429), schottischer Geistlicher
- Stephani-Hahn, Elisabeth von (* 1868), deutsche Kunstschriftstellerin, Malerin und Lehrerin
- Stephani-Klein, Gertrud (1914–1995), deutschsprachige Kinderbuchautorin und Publizistin
- Stephanides, Georg († 1614), österreichischer Zisterzienser
- Stephanides, Michael (* 1953), österreichischer Organist, Kammermusiker
- Stephanie (* 1987), südkoreanische Sängerin
- Stephanie (* 1990), österreichische Volksmusik- und Schlagersängerin
- Stephanie von Belgien (1864–1945), Kronprinzessin von Österreich-UngarnStephanie von Belgien (1864–1945)

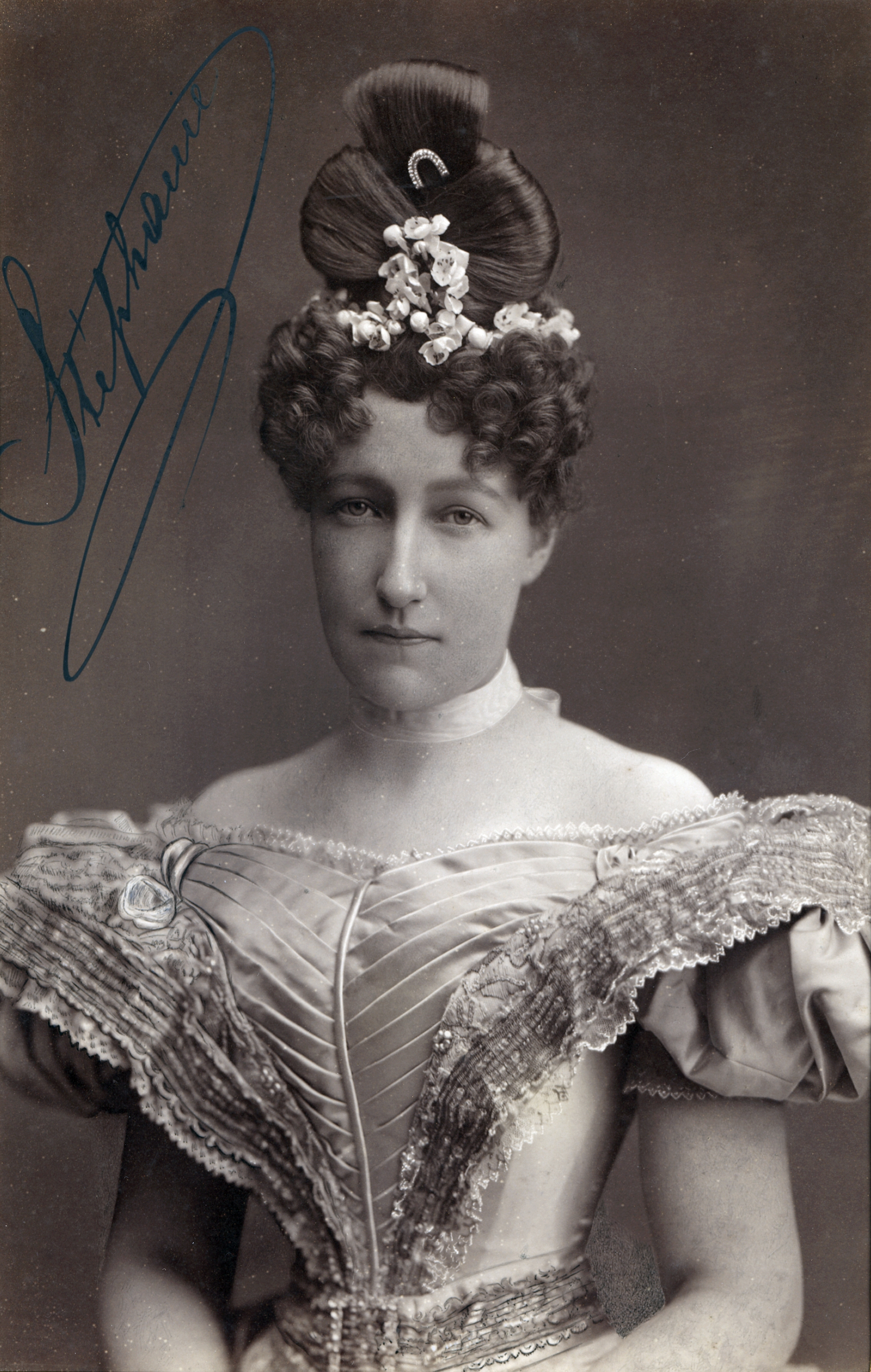
Stephanie von Belgien (1864–1945)

- Stephanie von Hohenzollern-Sigmaringen (1837–1859), Prinzessin von Hohenzollern-Sigmaringen, durch Heirat Königin von Portugal
- Stéphanie von Luxemburg (* 1984), luxemburgische Adelige
- Stephanie von Milly, Gattin von Wilhelm Dorel und Hugo III. Embriaco
- Stephanie von Milly, Herrin von Oultrejordain
- Stéphanie von Monaco (* 1965), monegassische Adelige, jüngstes der drei Kinder von Fürst Rainier III. von Monaco und Gracia Patricia von Monaco
- Stephanie, Anna (1751–1802), österreichische Theaterschauspielerin
- Stephanie, Johann Gottlieb (1741–1800), österreichischer Schauspieler, Dramatiker und Opernlibrettist
- Stephanitz, Max von (1864–1936), deutscher Hundezüchter
- Stephanius, Stephan Hansen (1599–1650), dänischer Philologe und Historiker

###### Stephann
- Stephann, Carl (1842–1919), österreichischer Architekt
- Stephann, Ernst (1847–1897), deutscher Rittergutsbesitzer und Abgeordneter

###### Stephano
- Stephano, Marino (1974–1999), belgischer Trance-DJ und -Produzent
- Stephanopoulos, George (* 1961), amerikanischer Journalist und PolitikberaterGeorge Stephanopoulos (* 1961)

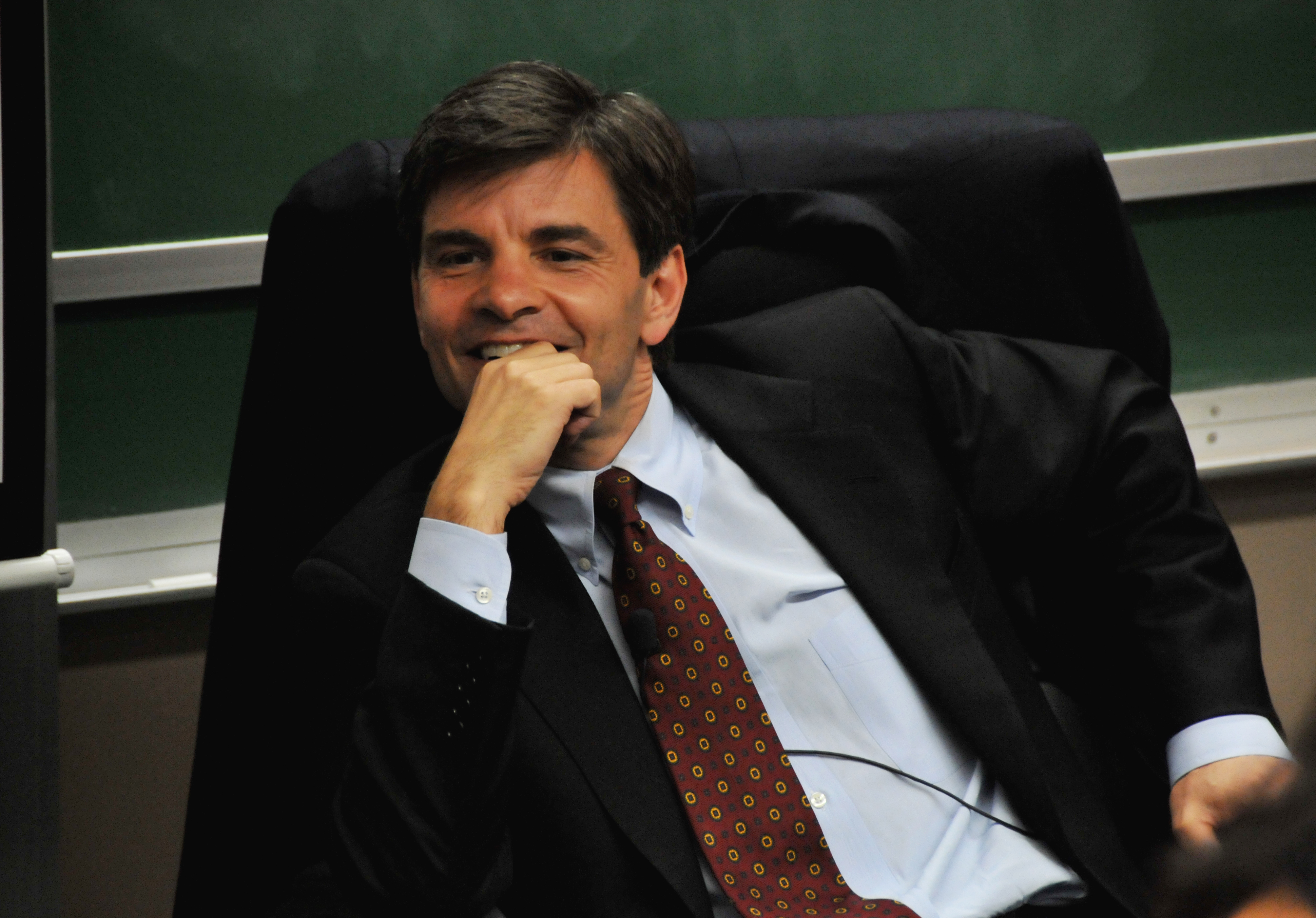
George Stephanopoulos (* 1961)

- Stephanopoulos, Stephanos (1898–1982), griechischer Politiker und Ministerpräsident
- Stephanos, byzantinischer Astrologe
- Stephanos (Grammatiker im 7. Jahrhundert), byzantinischer Grammatiker
- Stephanos (Grammatiker im 12. Jahrhundert), byzantinischer Grammatiker
- Stephanos, griechischer Bildhauer
- Stephanos, griechischer Komödiendichter
- Stephanos, griechischer Redner und Politiker
- Stephanos, spätantiker griechischer Rechtsgelehrter
- Stephanos, griechischer Arzt und Philosoph
- Stephanos der Jüngere († 765), byzantinischer Mönch, Märtyrer und Heiliger
- Stephanos Diakonos, byzantinischer Hagiograph
- Stephanos Hagiochristophorites, byzantinischer Höfling des Kaisers Andronikos I.
- Stephanos I. (867–893), Patriarch von Konstantinopel (886–893)
- Stephanos II., Patriarch von Konstantinopel (925–927/28)
- Stephanos Lakapenos († 963), byzantinischer Mitkaiser (923/924–945)
- Stephanos Melodos († 802), byzantinischer Melode
- Stephanos Pergamenos, byzantinischer Strategos von Melitene, Verschwörer gegen Kaiser Konstantin IX.
- Stephanos von Alexandria, Neuplatoniker der alexandrinischen Schule
- Stephanos von Byzanz, griechischer Grammatiker an der Hochschule von Byzanz
- Stephanos von Siunien († 735), armenischer Schriftsteller und Bischof der Armenischen Apostolischen Kirche

###### Stephans
- Stephans, Lydia (* 1960), US-amerikanische Eisschnellläuferin
- Stephans, Michael (* 1945), US-amerikanischer Jazzmusiker (Schlagzeug)
- Stephansen, Elizabeth (1872–1961), norwegische Mathematikerin und Hochschullehrerin
- Stephansen, Henrik (* 1988), dänischer Ruderer

###### Stephanu
- Stephanus, Abt von St. Gallen
- Stephanus, antiker römischer Goldschmied
- Stephanus, Diakon der Gemeinde von Jerusalem und erster christlicher MärtyrerStephanus

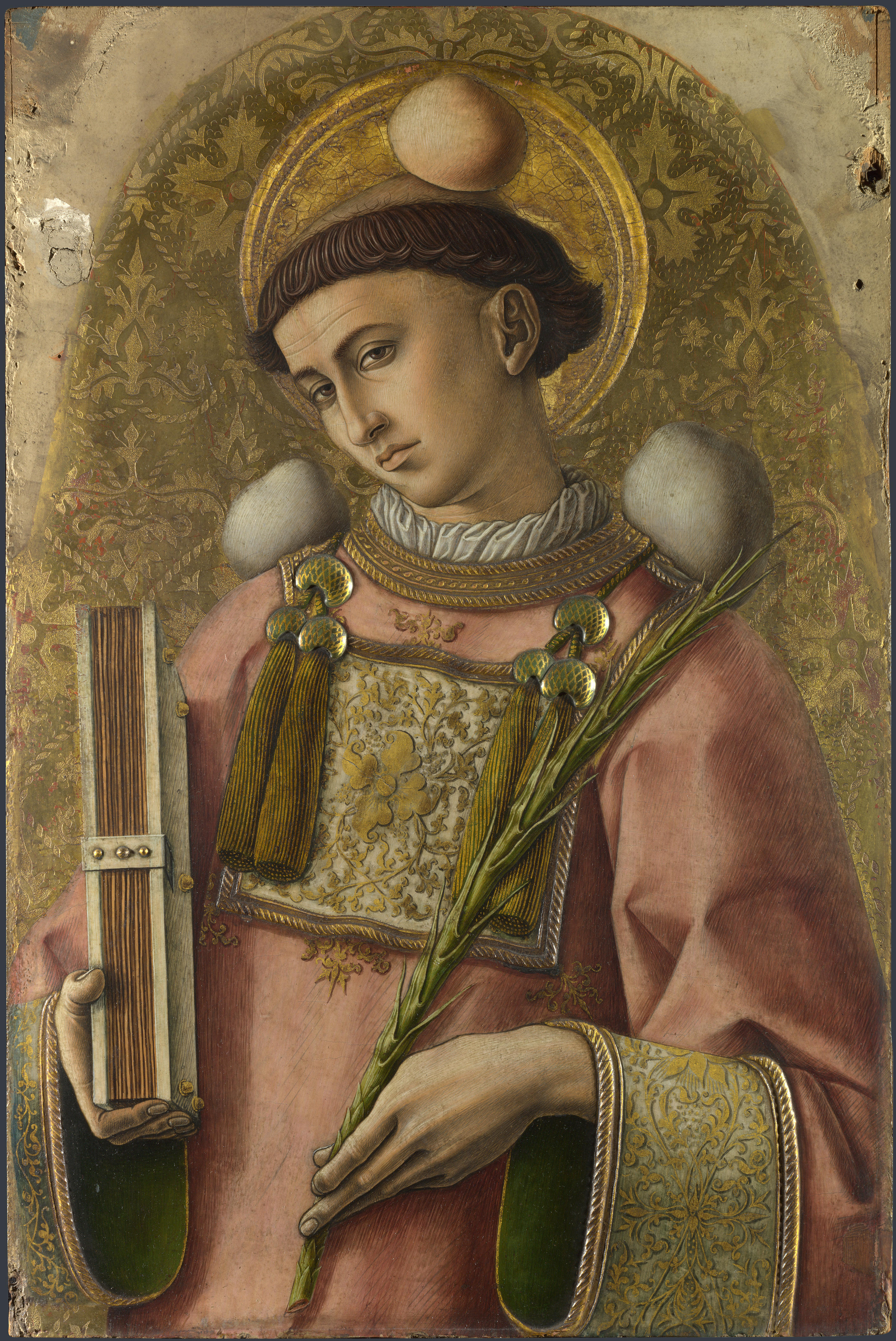
Stephanus

- Stephanus von Nicäa, Bischof von Reggio Calabria, Heiliger
- Stephanus, Heinrich (1843–1895), deutscher Rittergutsbesitzer und Politiker, MdR
- Stephanus, Henricus († 1520), französischer Buchdrucker in Paris
- Stephanus, Hermann (1827–1899), deutscher Politiker (DHP), Mitglied im Preußischen Abgeordnetenhaus (1885–1888)
- Stephanus, Konrad (1907–1987), deutscher Brigadegeneral des Heeres der Bundeswehr
- Stephanus, Richard (1865–1937), deutscher Kaufmann und Ziegeleibesitzer, Lindener Bürgermeister und Senator sowie Abgeordneter des preußisch-hannoverschen Provinziallandtages
- Stephanus, Richard (1899–1972), deutscher Tennisspieler, Präsident des Deutschen Tennis Bundes
- Stephanus, Willy (* 1991), namibischer Fußballspieler

###### Stephany
- Stephany, Alfred (1899–1975), deutscher Pädagoge, Altphilologe und Schulleiter
- Stephany, Erich (1910–1990), deutscher Prälat und Domkapitular
- Stephany, Friedrich (1830–1912), deutscher Journalist
- Stephany, Hans (1897–1972), deutscher Ingenieur, Ministerialbeamter und Umweltexperte
- Stephany, Marie, deutsche Theaterschauspielerin
- Stephany, Rainer (* 1962), deutscher Fußballspieler
- Stephany, Rebecca (* 1980), deutsche Künstlerin und Professorin

#### Stephe
- Stephen Longespée (1216–1260), englischer Ritter, Seneschall der Gascogne und Justiciar of Ireland
- Stephen of Seagrave († 1241), englischer Ritter, Richter und Justiciar
- Stephen, Adam (1718–1791), amerikanischer Arzt und Offizier
- Stephen, C. M. (1918–1984), indischer Politiker (INC), Lok-Sabha-Mitglied und Unionsminister
- Stephen, Campbell (1884–1947), britischer Politiker (Independent Labour Party)
- Stephen, Elizabeth (* 1987), US-amerikanische Skilangläuferin
- Stephen, Hayden (* 1972), Sprinter aus Trinidad und Tobago
- Stephen, James (1758–1832), britischer Parlamentarier
- Stephen, James (1789–1859), britischer Beamter
- Stephen, James Fitzjames (1829–1894), englischer Jurist, Rechtshistoriker, Philosoph und Essayist
- Stephen, Jimmy (1922–2012), schottischer Fußballspieler
- Stephen, Julia (1846–1895), englische Philanthropin und präraffaelitisches Modell
- Stephen, Katharine (1856–1924), britische Bibliothekarin und Direktorin
- Stephen, Leslie (1832–1904), englischer Kleriker, Schriftsteller und BergsteigerLeslie Stephen (1832–1904)

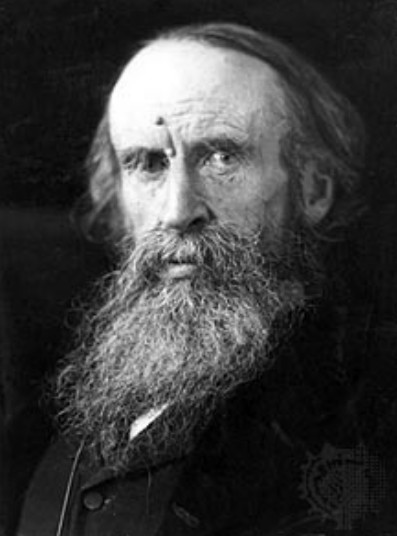
Leslie Stephen (1832–1904)

- Stephen, Marcus (* 1969), nauruischer Gewichtheber, ehemaliger Präsident und Staatsoberhaupt der Republik Nauru
- Stephen, My-Only (* 2006), nauruische Gewichtheberin
- Stephen, Nicol, Baron Stephen (* 1960), schottischer Politiker (Liberal Democrats), Mitglied des House of Commons
- Stephen, Ninian (1923–2017), australischer Politiker
- Stephen, Robert (* 1984), schottischer Snookerspieler
- Stephen, Violeta (* 1929), dominikanische Sängerin
- Stephens, A. E. S. (1900–1973), US-amerikanischer Politiker
- Stephens, Abraham P. (1796–1859), US-amerikanischer Jurist und Politiker
- Stephens, Alexander H. (1812–1883), US-amerikanischer Politiker, Vizepräsident der Konföderierten Staaten von Amerika (1861–1865)
- Stephens, Ambrose E. B. (1862–1927), US-amerikanischer Politiker (Republikanische Partei)
- Stephens, Ann S. (1810–1886), US-amerikanische Schriftstellerin
- Stephens, Charlie (* 1981), kanadischer Eishockeyspieler und -trainer
- Stephens, Charlotte Andrews (1854–1951), US-amerikanische Lehrerin
- Stephens, Christine, neuseeländische Psychologin
- Stephens, Christopher (* 1973), schottischer Politiker der Scottish National Party (SNP)
- Stephens, Clinton (1919–1995), US-amerikanischer Badmintonspieler
- Stephens, Dale (* 1989), englischer Fußballspieler
- Stephens, Dan V. (1868–1939), US-amerikanischer Politiker
- Stephens, Darryl (* 1974), US-amerikanischer Schauspieler
- Stephens, Dayna (* 1978), US-amerikanischer Jazzmusiker
- Stephens, Edith Layard (1884–1966), südafrikanische Botanikerin und Hochschullehrerin
- Stephens, Elizabeth (* 1960), US-amerikanische Filmemacherin Performerin und Hochschullehrerin
- Stephens, Frances (1851–1915), kanadische Philanthropin und Dame der Gesellschaft von Montreal
- Stephens, Frank (* 1931), US-amerikanischer Chemiker und Physiker
- Stephens, Geoff (1934–2020), britischer Komponist und Songwriter
- Stephens, George Washington (1832–1904), kanadischer Rechtsanwalt, Geschäftsmann, Grundbesitzer und Politiker
- Stephens, George Washington (1866–1942), kanadischer Politiker und Offizier
- Stephens, Helen (1918–1994), US-amerikanische LeichtathletinHelen Stephens (1918–1994)

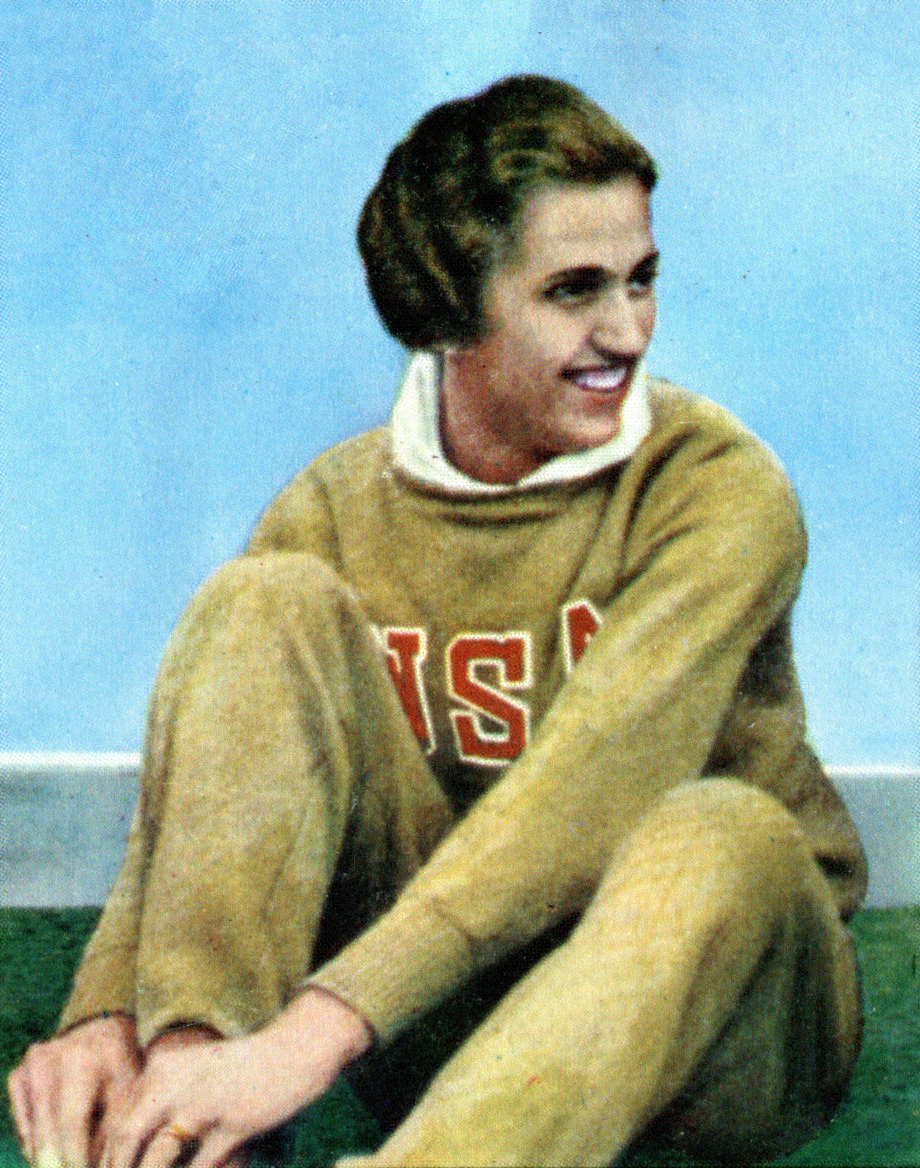
Helen Stephens (1918–1994)

- Stephens, Henry Morse (1857–1919), US-amerikanischer Historiker und Hochschullehrer
- Stephens, Henry Sykes († 1878), Königlich Großbritannischer und Königlich Hannoverscher Offizier und Künstler
- Stephens, Hubert D. (1875–1946), US-amerikanischer Politiker (Demokratische Partei)
- Stephens, Jack, britischer Artdirector und Szenenbildner
- Stephens, Jack (* 1994), englischer Fußballspieler
- Stephens, James (1825–1901), irischer Bahnbediensteter und Gründer der Irish Republican Brotherhood, einer Geheimorganisation
- Stephens, James (1882–1950), irischer Schriftsteller
- Stephens, James Francis (1792–1852), englischer Zoologe
- Stephens, John Hall (1847–1924), US-amerikanischer Politiker
- Stephens, John Lloyd (1805–1852), US-amerikanischer Forschungsreisender, Amateurarchäologe, Autor, Anwalt und Diplomat
- Stephens, John M. (1932–2015), US-amerikanischer Kameramann
- Stephens, Kathleen, südafrikanische Schauspielerin und Theatermacherin
- Stephens, Laura (* 1999), britische Schwimmerin
- Stephens, Lauren (* 1986), US-amerikanische Radrennfahrerin
- Stephens, Lon Vest (1858–1923), US-amerikanischer Politiker
- Stephens, Luis (* 1938), mexikanischer Degenfechter
- Stephens, Martin (* 1949), britischer Schauspieler
- Stephens, Matthew (* 1970), britischer Straßenradrennfahrer
- Stephens, Meic (1938–2018), walisischer Journalist, Autor und Literaturwissenschaftler
- Stephens, Mitchell (* 1997), kanadischer Eishockeyspieler
- Stephens, Neil (* 1963), australischer Radrennfahrer und Sportlicher Leiter
- Stephens, Nick (* 1946), britischer Musiker
- Stephens, Olin (1908–2008), US-amerikanischer Yachtkonstrukteur
- Stephens, Patricia (1928–2016), US-amerikanische Badmintonspielerin
- Stephens, Peter (1687–1757), deutsch-US-amerikanischer Stadtgründer
- Stephens, Philander (1788–1842), US-amerikanischer Politiker
- Stephens, Philip Pembroke (1903–1937), britischer Journalist
- Stephens, Robert (1931–1995), britischer Film- und Theaterschauspieler
- Stephens, Robert Grier (1913–2003), US-amerikanischer Politiker
- Stephens, Rod (1909–1995), US-amerikanischer Segler und Yachtingenieur
- Stephens, Simon (* 1971), britischer Dramatiker und Theaterschriftsteller
- Stephens, Sloane (* 1993), US-amerikanische Tennisspielerin
- Stephens, Stan (1929–2021), US-amerikanischer Politiker kanadischer Herkunft
- Stephens, Stanley G. (1911–1986), britisch-amerikanischer Botaniker und Genetiker
- Stephens, Susan A. (* 1945), US-amerikanische Klassische Philologin
- Stephens, Suzanne (* 1946), US-amerikanische Klarinettistin
- Stephens, Tanya (* 1973), jamaikanische Dancehall-Reggae-Künstlerin
- Stephens, Terry (* 1959), australischer Wirtschaftsmanager und Politiker (Liberal Party), Präsident des South Australian Legislative Council
- Stephens, Toby (* 1969), britischer SchauspielerToby Stephens (* 1969)

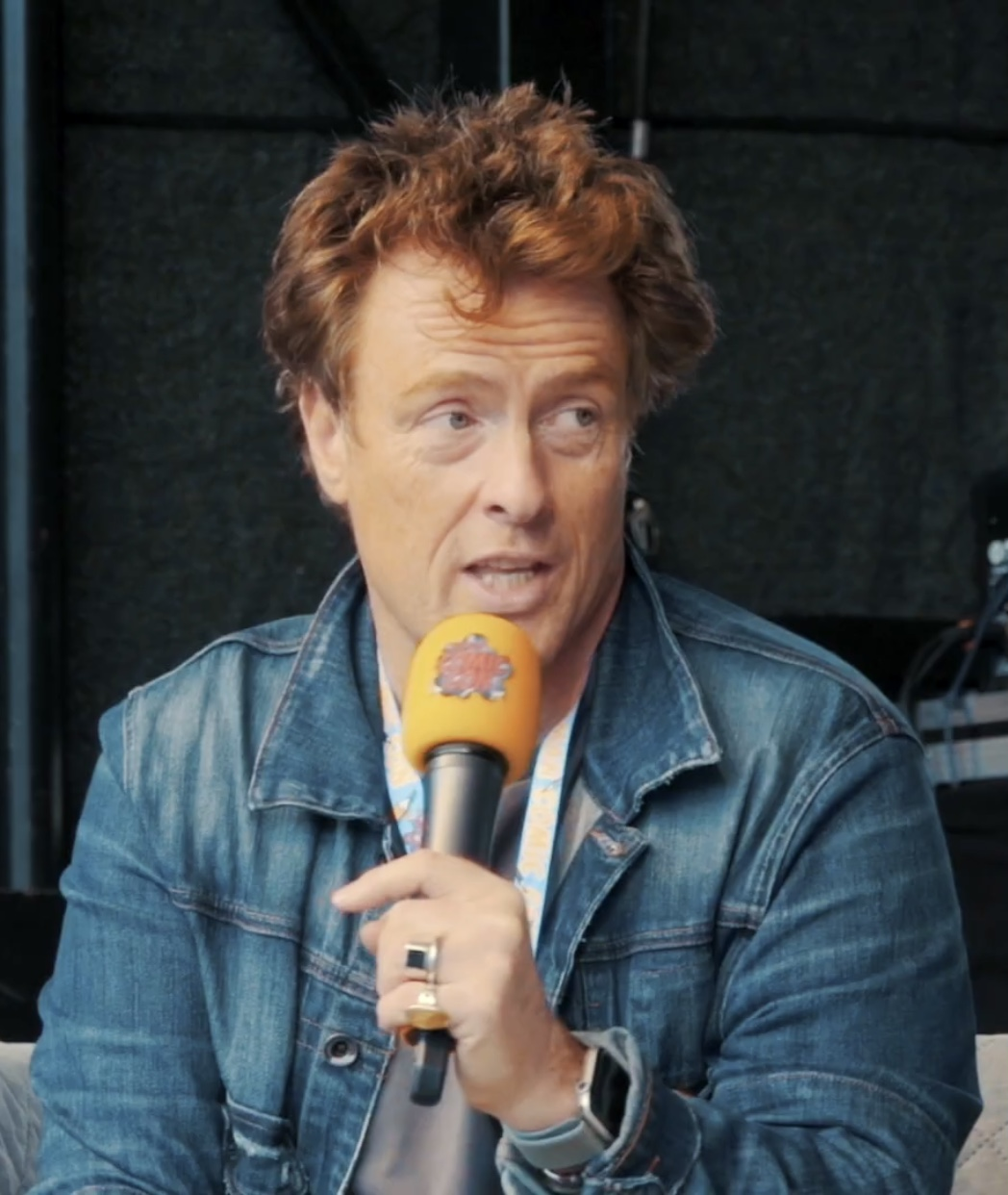
Toby Stephens (* 1969)

- Stephens, Todd, US-amerikanischer Filmregisseur und Drehbuchautor
- Stephens, Trae (* 1983), US-amerikanischer Unternehmer und Investor
- Stephens, Tun Fuad (1920–1976), malaysischer Politiker, Ministerpräsident von Sabah
- Stephens, Uriah Smith (1821–1882), amerikanischer Gewerkschaftsführer und Gründer der Knights of Labor
- Stephens, Walter (* 1949), US-amerikanischer Romanist
- Stephens, Warren (* 1957), amerikanischer Geschäftsmann
- Stephens, William (1671–1753), englischer Politiker, Gouverneur der Province of Georgia
- Stephens, William (1859–1944), US-amerikanischer Politiker der Republikanischen Partei
- Stephens, William E. (1912–1980), US-amerikanischer Physiker
- Stephens, William O. (* 1962), US-amerikanischer Philosoph und Philosophiehistoriker
- Stephens, William Peter (1934–2019), britischer methodistischer Geistlicher
- Stephensen, Felix (* 1990), norwegischer Pokerspieler
- Stephensen, Hannes Peter (1832–1908), dänischer Beamter und Inspektor in Grönland
- Stephensen, Magnus (1903–1984), dänischer Architekt und Designer
- Stephensen, Percy Reginald (1901–1965), australischer Schriftsteller, Autor, Kommunist und später Nationalsozialist
- Stephensen, Regnar (1866–1902), dänischer Kaufmann und Inspektor in Grönland
- Stephenson, Alannah (* 1996), nordirische Badmintonspielerin
- Stephenson, Andrew (* 1946), britischer Science-Fiction-Autor und -Illustrator
- Stephenson, Annabelle (* 1988), britische Schauspielerin
- Stephenson, Barry (* 1987), US-amerikanischer Jazzmusiker
- Stephenson, Benjamin († 1822), US-amerikanischer Politiker
- Stephenson, Bob (* 1967), US-amerikanischer Schauspieler, Produzent und Drehbuchautor
- Stephenson, Carl (1893–1983), österreichisch-deutscher Autor und Verleger
- Stephenson, Chandler (* 1994), kanadischer Eishockeyspieler
- Stephenson, Clayton (* 1999), amerikanischer Pianist
- Stephenson, D. C. (1891–1966), US-amerikanischer Politiker
- Stephenson, Dwight (* 1957), US-amerikanischer American-Football-Spieler
- Stephenson, Eve (* 1969), US-amerikanische Radrennfahrerin
- Stephenson, Francesca (* 1993), britische Tennisspielerin
- Stephenson, Francis Richard (* 1941), britischer Geophysiker und Astronom
- Stephenson, Frank (* 1959), US-amerikanischer Autodesigner
- Stephenson, Franklin Bache (1848–1932), US-amerikanischer Arzt und Militär
- Stephenson, George (1781–1848), britischer IngenieurGeorge Stephenson (1781–1848)

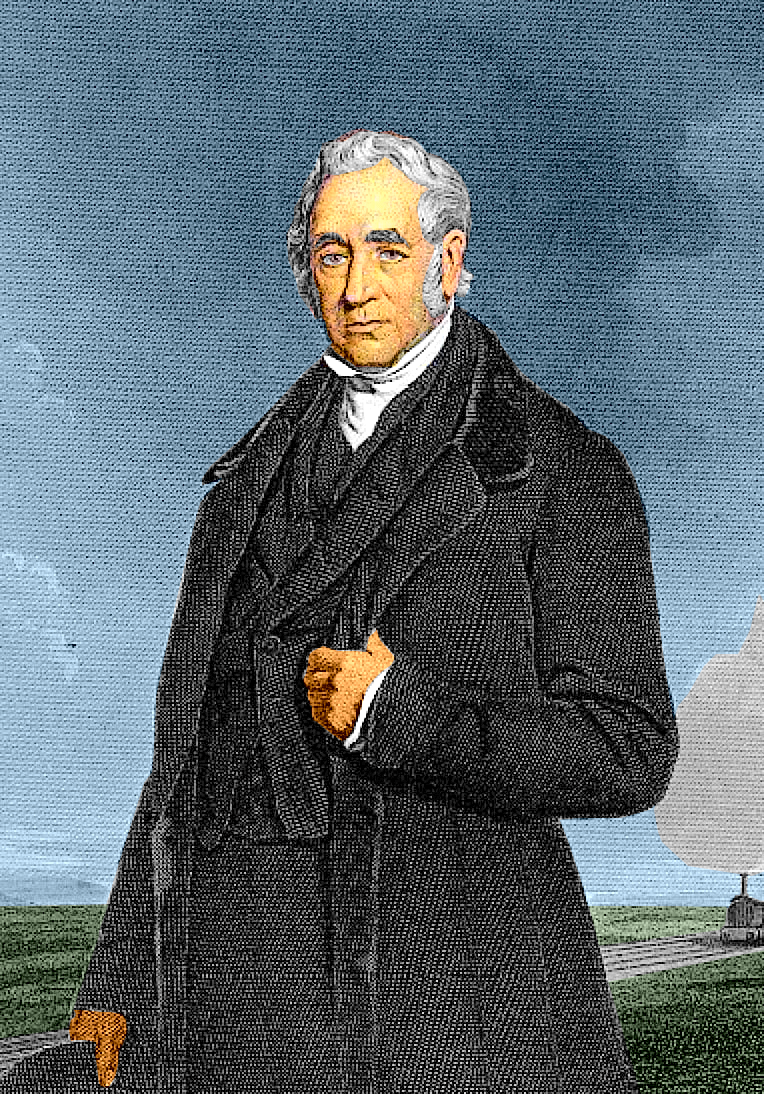
George Stephenson (1781–1848)

- Stephenson, Gunther (1925–2020), deutscher Religionswissenschaftler und Bibliothekar
- Stephenson, Henry (1871–1956), britischer Film- und Theaterschauspieler
- Stephenson, Hugh Southern (1906–1972), britischer Botschafter
- Stephenson, Isaac (1829–1918), US-amerikanischer Politiker (Republikanische Partei)
- Stephenson, James (1764–1833), US-amerikanischer Politiker
- Stephenson, James (1889–1941), US-amerikanischer Theater- und Filmschauspieler britischer Herkunft
- Stephenson, Jeremy (* 1951), Schweizer Politiker (LDP)
- Stephenson, Jessie (1873–1966), englisch-britische Suffragette
- Stephenson, John (1871–1933), britischer Chirurg, Zoologe und Hochschullehrer
- Stephenson, John Gould (1828–1882), US-amerikanischer Mediziner und der fünfte Leiter der Library of Congress
- Stephenson, Lance (* 1990), US-amerikanischer Basketballspieler
- Stephenson, Lloyd William (1876–1962), US-amerikanischer Paläontologe und Geologe
- Stephenson, Louis (1907–1994), britischer Jazzmusiker (Saxophon, Kontrabass) jamaikanischer Herkunft
- Stephenson, Luca (* 2003), englischer Fußballspieler
- Stephenson, Marjory (1885–1948), britische Biochemikerin
- Stephenson, Michael (* 1978), US-amerikanischer Filmproduzent, Filmregisseur und Schauspieler
- Stephenson, Michelle (* 1977), britische Sängerin, Songwriterin und Fernsehmoderatorin
- Stephenson, Neal (* 1959), US-amerikanischer Science-Fiction-AutorNeal Stephenson (* 1959)

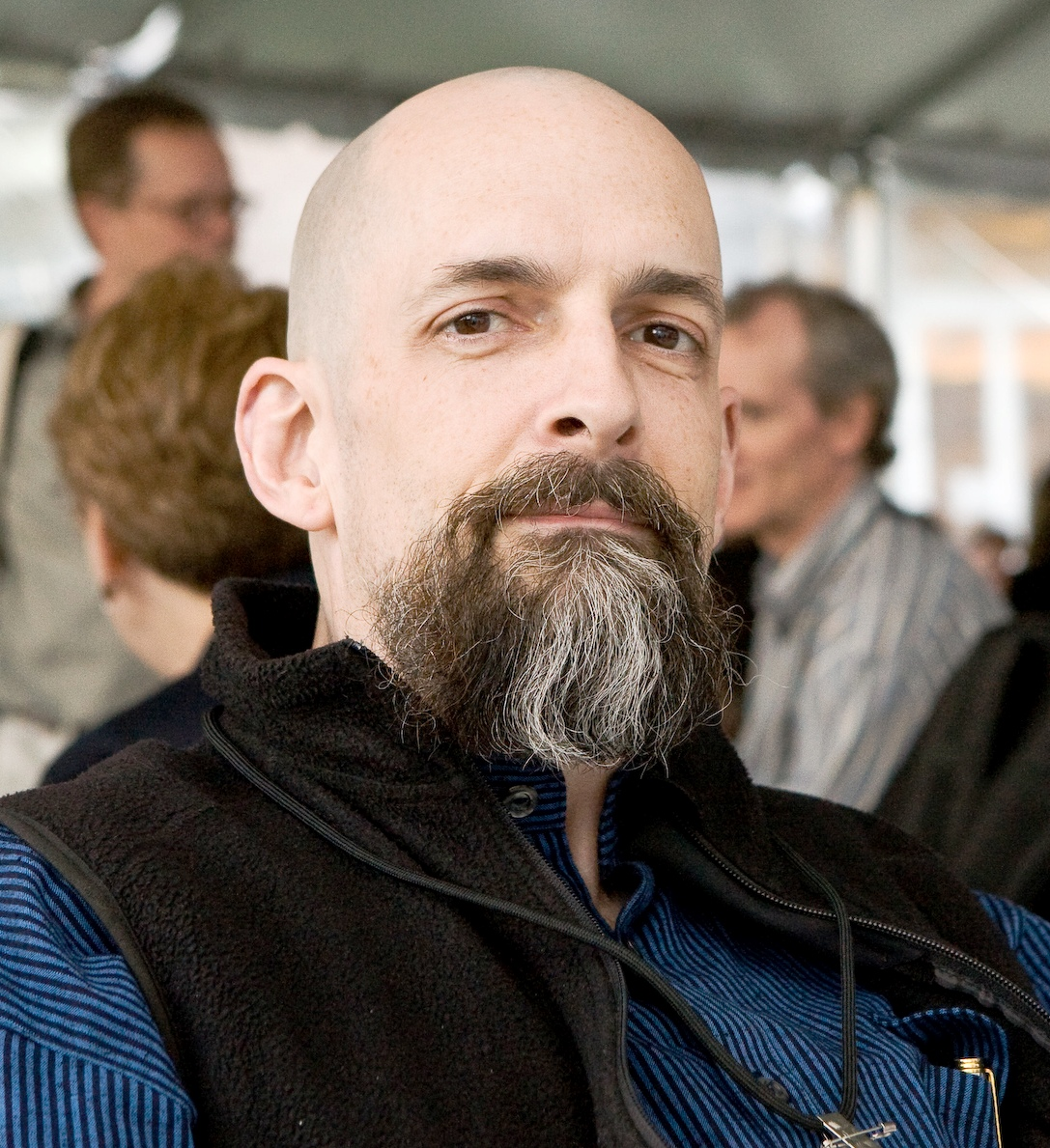
Neal Stephenson (* 1959)

- Stephenson, Nigel, vincentischer Politiker
- Stephenson, Pamela (* 1949), neuseeländische Schauspielerin, Psychologin, Fernsehmoderatorin und Autorin
- Stephenson, Randall (* 1960), US-amerikanischer Manager, CEO des amerikanischen Unternehmens AT&T
- Stephenson, Rob, britischer Offizier
- Stephenson, Rob (* 1967), US-amerikanischer Autor, Komponist, Musiker und bildender Künstler
- Stephenson, Robert (1803–1859), britischer IngenieurRobert Stephenson (1803–1859)

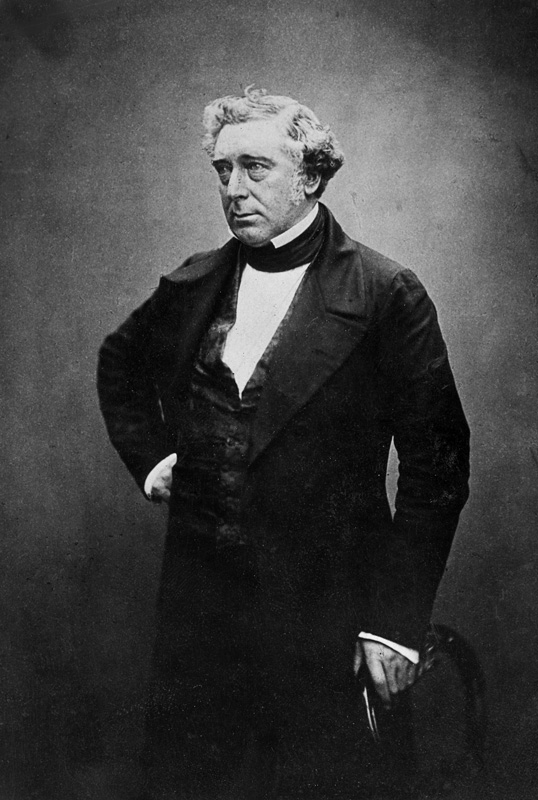
Robert Stephenson (1803–1859)

- Stephenson, Ronnie (1937–2002), britischer Jazz-Schlagzeuger
- Stephenson, Roy (1932–2000), englischer Fußballspieler
- Stephenson, Sam (1933–2006), irischer Architekt
- Stephenson, Samuel M. (1831–1907), US-amerikanischer Politiker
- Stephenson, Scott (* 1987), australischer Eishockeyspieler
- Stephenson, Sean (1979–2019), amerikanischer Therapeut, Selbsthilfeautor und Motivationsredner
- Stephenson, Shay (* 1983), kanadischer Eishockeyspieler
- Stephenson, Theodore (1856–1928), britischer Generalmajor
- Stephenson, Thomas Alan (1898–1961), britischer Zoologe
- Stephenson, Todd (* 1988), australischer Eishockeyspieler
- Stephenson, Tony (* 1991), nordirischer Badmintonspieler
- Stephenson, William (1889–1953), britischer Seemann und Antarktisreisender
- Stephenson, William (1897–1989), kanadischer Soldat, Pilot, Geschäftsmann, Erfinder, leitender Geheimdienstler für das Vereinigte Königreich
- Stephenson, Wolf (* 1943), US-amerikanischer Musikproduzent, Songwriter und Labelbetreiber
- Stephenson-Brooks, Birnie, Juristin und Richterin in der Karibik aus Guyana

#### Stephi
- Stephinates, altägyptischer König
- Stephinger, Ludwig (1868–1941), deutscher Wirtschaftswissenschaftler und Hochschullehrer

### Stepi
- Stepic, Herbert (* 1946), österreichischer Bankmanager
- Stepien, Bill (* 1978), US-amerikanischer Politikberater und Wahlkampfmanager von Donald Trump im Wahlkampf 2020
- Stępień, Jerzy (* 1946), polnischer Jurist und Politiker
- Stepien, Meredith (* 1987), US-amerikanische Schauspielerin und Comedian
- Stepinac, Alojzije (1898–1960), jugoslawischer katholischer Theologe, Erzbischof von Zagreb, Kardinal und MärtyrerAlojzije Stepinac (1898–1960)

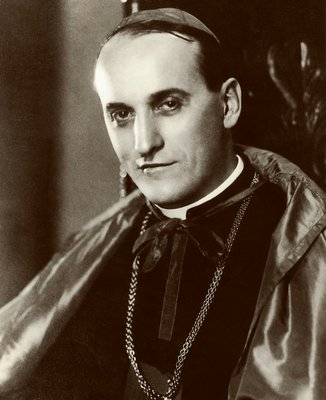
Alojzije Stepinac (1898–1960)

- Stępiński, Mariusz (* 1995), polnischer Fußballspieler
- Stępiński, Zygmunt (1908–1982), polnischer Architekt und Stadtplaner
- Stepischnegg, Jakob Ignaz Maximilian (1815–1889), Bischof von Lavant
- Stepitschewa, Oxana (* 1969), russische Sprinterin

### Stepk
- Stepken, Axel (* 1958), deutscher Manager
- Stepkes, Johannes (1884–1966), deutscher Verwaltungsjurist, Kommunalpolitiker (CDU)
- Štěpková, Jarmila (1926–1997), tschechoslowakische bzw. tschechische Numismatikerin, Arabistin, Islamwissenschaftlerin und Kuratorin

### Stepl
- Stepling, Joseph (1716–1778), Jesuit und Gelehrter

### Stepn
- Stepner, Salomon (1650–1706), lutherischer Pfarrer in Sachsen
- Stepney, Alex (* 1942), englischer Fußballtorhüter
- Stepney, Charles (1931–1976), US-amerikanischer Jazz- und R&B-Musiker (Vibraphon, Piano), Produzent, Arrangeur und Komponist
- Stepney, George (1663–1707), englischer Diplomat und Dichter
- Stepney, Nigel (1958–2014), britischer Chefmachaniker und Teamkoordinator in der Formel 1
- Stępniak, Grzegorz (* 1989), polnischer Radrennfahrer
- Štěpnička, Jiří (* 1947), tschechischer Schauspieler
- Štěpničková, Jiřina (1912–1985), tschechische Film- und Theaterschauspielerin
- Stępniewski, Leszek (* 1962), polnischer Radrennfahrer
- Stepnik, Ayelén (* 1975), argentinische Hockeyspielerin
- Stepnoski, Mark (* 1967), US-amerikanischer American-Football-Spieler, Sportfunktionär
- Stepnowski, Janusz (* 1958), polnischer Geistlicher, römisch-katholischer Bischof von Łomża
- Stepnowski, Piotr (* 1970), polnischer Chemiker

### Stepo
- Steponavičius, Dainius (* 1971), litauischer Agrarwissenschaftler und Hochschullehrer
- Steponavičius, Gintaras (* 1967), litauischer Jurist, Politiker; Bildungs- und Wissenschaftsminister
- Steponavičius, Julijonas (1911–1991), litauischer römisch-katholischer Geistlicher, Erzbischof von Erzbistum Vilnius
- Steponavičius, Mindaugas (* 1974), litauischer Brigadegeneral
- Stepovich, Mike (1919–2014), US-amerikanischer Politiker und Gouverneur des Alaska-Territoriums
- Stepowyk, Dmytro (1938–2024), ukrainischer Kunsthistoriker, Theologe und Philosoph

### Stepp
- Stepp, Hans-Karl (1914–2006), deutscher Stuka-Pilot
- Stepp, Laura (* 1966), US-amerikanische Schauspielerin
- Stepp, Walther (1898–1972), deutscher Jurist, Polizist und SS-Führer
- Stepp, Wilhelm (1882–1964), deutscher Internist und Vitaminforscher
- Steppacher, Burkard (* 1959), deutscher Politikwissenschaftler, Autor, Mitglied eines Begabtenförderungswerks, Hochschullehrer
- Steppacher, Elvira (* 1963), deutsche Autorin und frühere Medienmanagerin
- Steppan, Andreas (* 1959), österreichischer Schauspieler, Kabarettist, Sänger und EntertainerAndreas Steppan (* 1959)

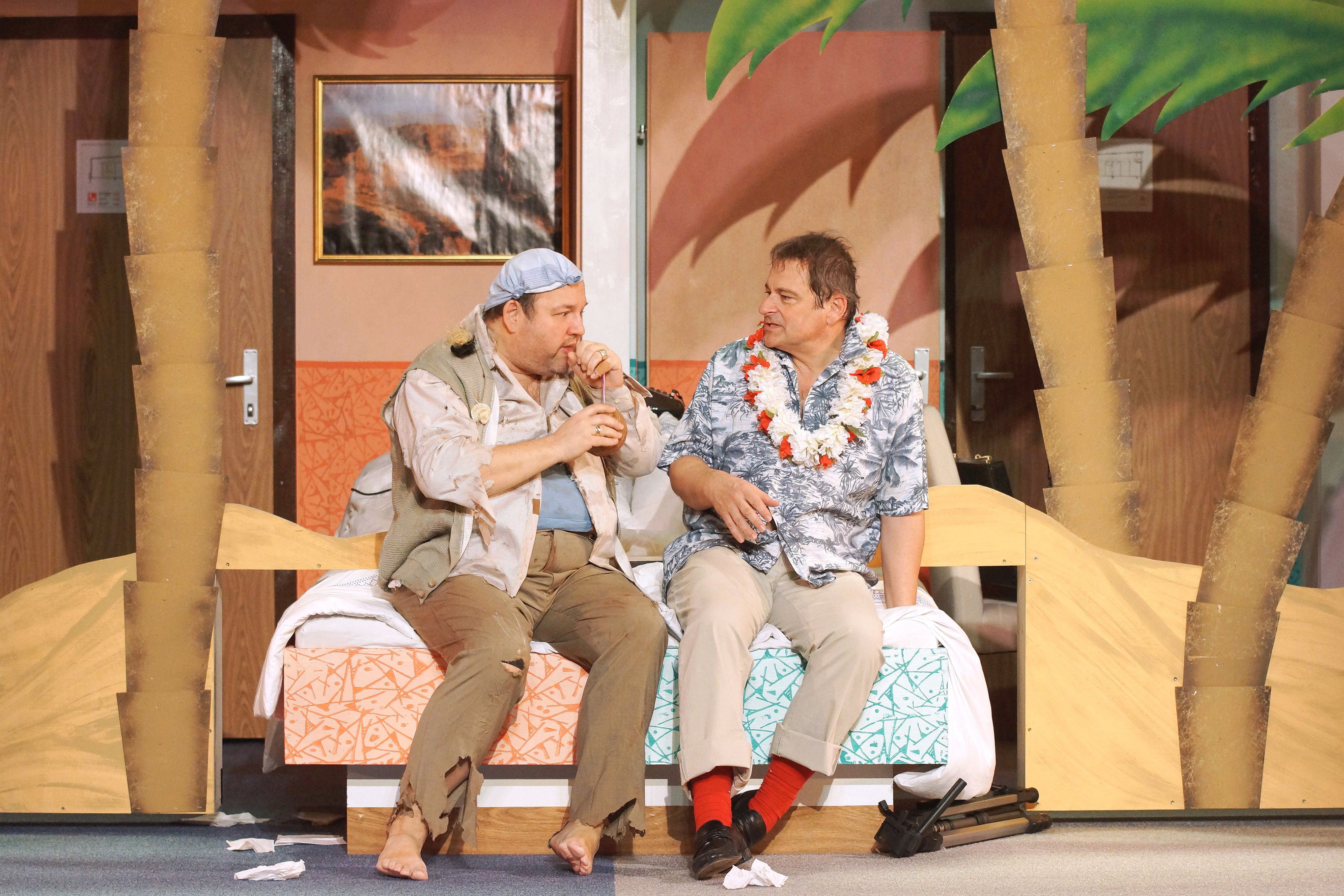
Andreas Steppan (* 1959)

- Steppan, Hans-Lothar (1933–2011), deutscher Diplomat
- Steppat, August (1902–1980), deutscher Verwaltungsbeamter
- Steppat, Fritz (1923–2006), deutscher Islamwissenschaftler
- Steppat, Ilse (1917–1969), deutsche SchauspielerinIlse Steppat (1917–1969)

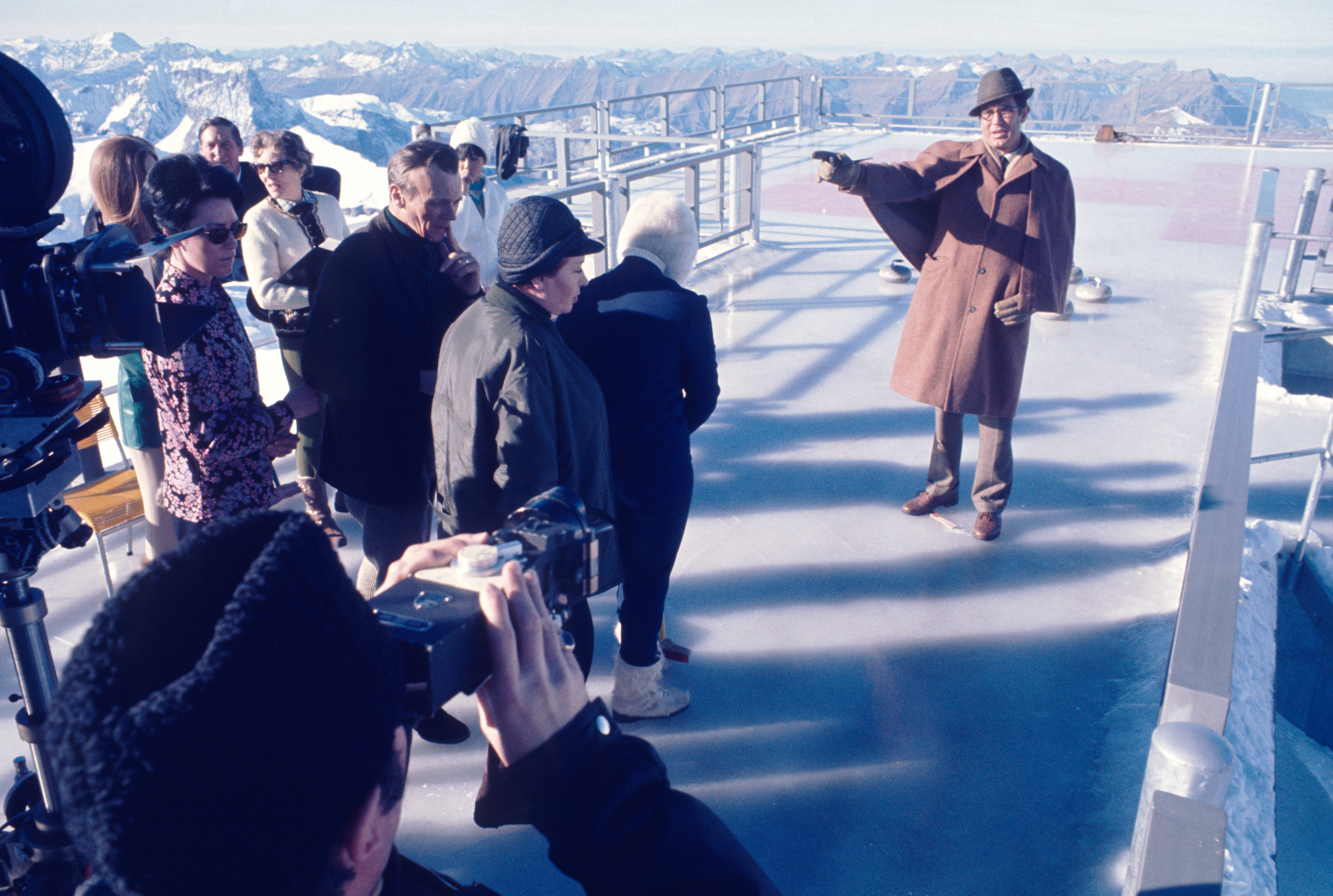
Ilse Steppat (1917–1969)

- Steppat, Sabine (* 1956), deutsche Politikerin (SPD), MdHB
- Steppe, Hilde (1947–1999), deutsche Pflegewissenschaftlerin, Krankenschwester und Hochschullehrerin
- Steppe, Jan Karel (1918–2009), belgischer Kunsthistoriker
- Steppes, Edmund (1873–1968), deutscher Landschaftsmaler
- Steppes, Franz Adolf (1790–1844), Kreisrat des Kreises Groß-Gerau im Großherzogtum Hessen
- Steppes, Otto (1882–1984), deutscher Nautiker und Seefahrtschuldirektor
- Steppin, Bastian (* 1990), deutscher Volleyballspieler
- Steppin, Ute (* 1965), deutsche Volleyballspielerin
- Steppuhn, Albrecht (1877–1955), deutscher General der Infanterie im Zweiten Weltkrieg
- Steppuhn, Aloys (* 1950), deutscher Kommunalpolitiker (CDU)
- Steppuhn, Andreas (* 1962), deutscher Politiker (SPD), MdL, MdB
- Steppuhn, Hermann (1827–1907), deutscher Rittergutsbesitzer, MdR
- Steppuhn, Peter (1956–2018), deutscher Ur- und Frühgeschichtler
- Stepputat, Olaf (* 1965), deutscher Politiker (FDP)

### Steps
- Steps, Petra (* 1959), deutsche Autorin, Journalistin, Philosophin und Hochschulpädagogin
- Stepski-Doliwa, Ludwig (1875–1965), österreichischer Politiker, Landtagsabgeordneter

### Stept
- Stepter Baynes, Jaide (* 1994), US-amerikanische Sprinterin
- Stepto, Tarni (* 1999), australische Softballspielerin
- Steptoe, Patrick (1913–1988), britischer Gynäkologe
- Steptschenko, Oleg (* 1964), kasachischer Filmregisseur, Drehbuchautor und Filmproduzent
- Steptšenko, Daniil (* 1986), estnischer Biathlet

### Stepu
- Stepukonis, Aivaras (* 1972), litauischer Sänger
- Stepule, Charles T. (1911–2006), US-amerikanischer Maler
- Stepulov, Nikolai (1913–1968), estnischer Boxer und sowjetischer Boxtrainer
- Stepun, Fedor (1884–1965), russischer Literat, Soziologe, Philosoph und Politiker
- Steputat, Wilhelm (1868–1941), deutscher Schriftsteller, Jurist und Politiker
- Steputat, Willi (1888–1946), deutscher Ringer und Sportfunktionär